# Aparicions de Lorda

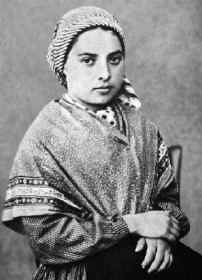
Bernadette Soubirous

En 1858, una nena de catorze anys anomenada Bernadette Soubirous va afirmar haver estat testimoni, a Lorda, de divuit aparicions d'una senyora que es va presentar com la Immaculada Concepció.
Aquestes aparicions es propagaren pel temps (més de sis mesos), tot i que dotze van tenir lloc en l'espai de solament quinze dies. Polèmiques, aquestes aparicions que sols veia la nena, van ser ràpidament objecte de recerques El 18 de gener de 1862 (quatre anys després) en nom de tota l'Església, el Bisbe del lloc, Monsenyor Laurence, va publicar una carta pastoral en què va reconèixer oficialment les aparicions de Lourdes : «Estem […] convençuts que l'Aparició és sobrenatural i divina, i, per tant, el que Bernadette va veure va ser la Santíssima Verge.» La Mare de Déu és honrada de llavors ençà sota l'advocació de «Nostra Senyora de Lorda».

## Les tres primeres aparicions

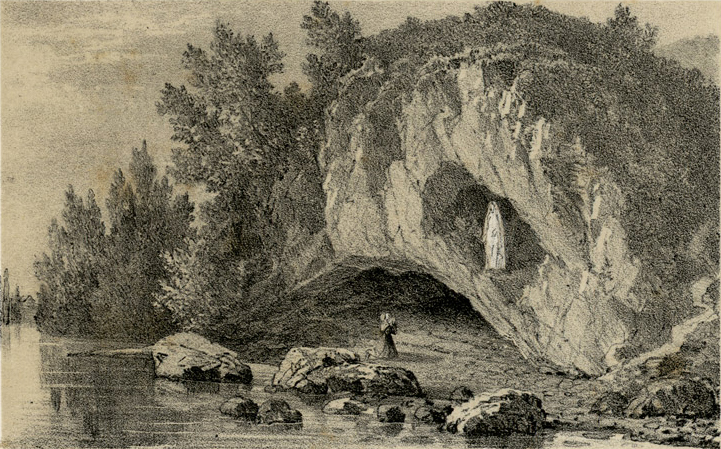
Bernadette a la gruta de Massavielha, 11 de febrer de 1858. Gravadura de Charles Mercereau.

Dijous, 11 de febrer de 1858 a Lorda. La jove Bernadette Soubirous de catorze anys, la seva germana Marie, dita Toinette, d'onze anys i la seva amiga Jeanne Abadie, van a la riba esquerra del riu Gave de Pau, per a collir ossos i fusta morta. Per a això, les tres nenes han de caminar a través del canal de Moulin. L'aigua és gelada. Maria i Jeanne s'hi llancen valentes, però Bernadette, de mala salut, tenia por de caure malalta i vacil·la. «Fes com nosaltres!» li criden les altres dues nenes que han passat a l'altre costat. Bernadette és sorpresa per un soroll que va descriure com la d'una ventada «Coma u còp de vent» Ella mira cap a dalt a la gruta de Massavielha. Hi veu una "llum suau". En aquesta llum, apareix el que sembla una nena polida de mida petita, vestida de blanc, somrient, fent el senyal de la creu. Porta un cinyell blau i una rosa groga a cada peu. Bernadette recità el seu rosari. La visió li va fer senyals d'acostar-s'hi, però Bernadette no se n'atreví. La visió desaparegué sense pronunciar cap paraula. Bernadette relatà la seva aventura a les seves dues companyes, i les va fer prometre de romandre en silenci. Però Maria, que solament tenia onze anys, ho digué tot a la seva mare, i les germanes reberen una descàrrega de cops de bastó.

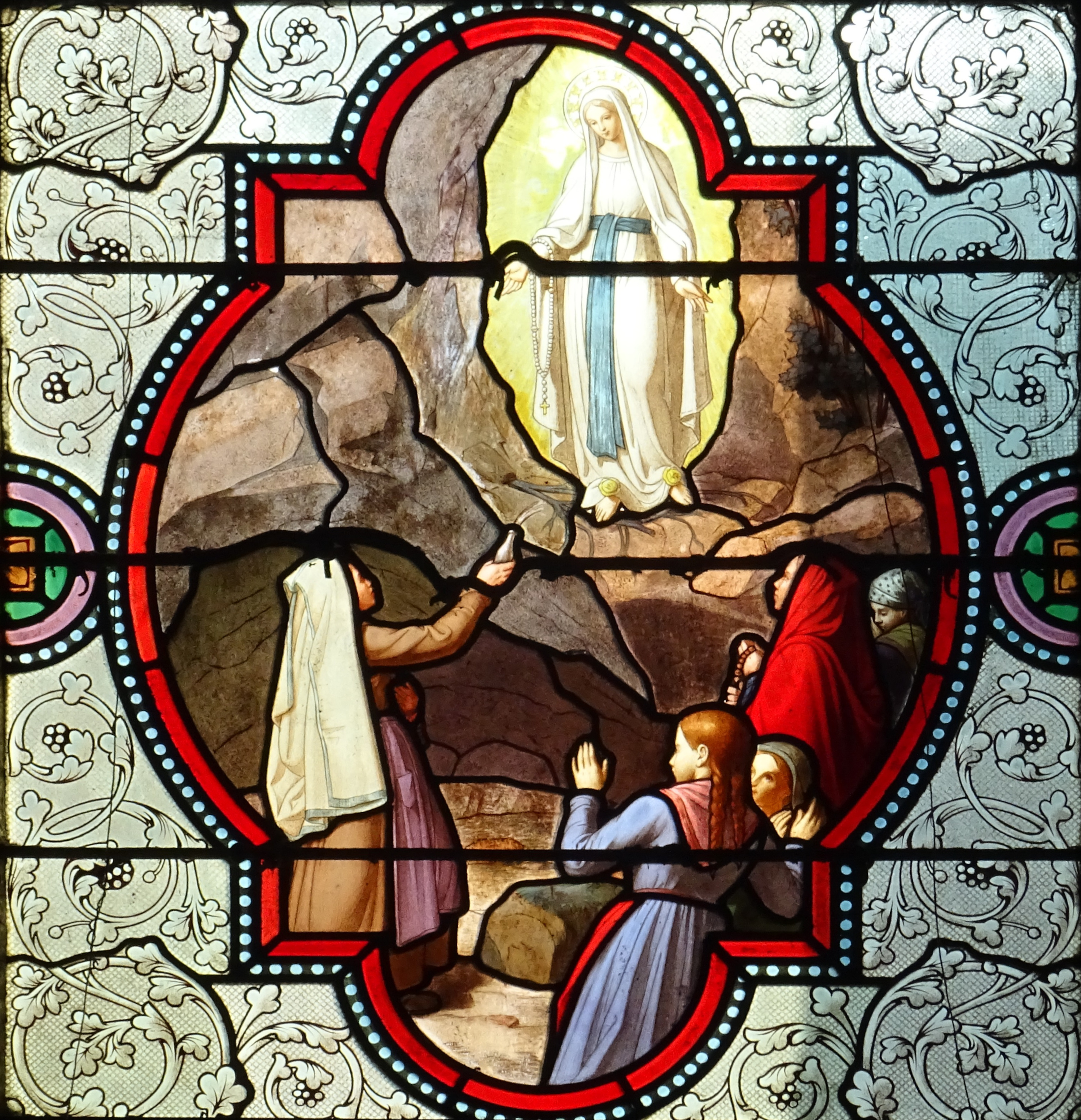
Vitrall de la basílica de la Immaculada Concepció - Segona aparició de la Mare de Déu a Bernadette, qui li llança aigua beneïda

Diumenge, 14 de febrer de 1858: els pares de Bernadette no permeten que torni a Massavielha. Ella insisteix i ells cedeixen. Bernadette torna a la cova en companyia d'una dotzena d'amics de la seva edat. Allà, recità el rosari i tornà a veure aparèixer la noia de blanc. Igual que la vegada precedent, és l'única a veure-la. Per a assegurar que no es tractava d'una criatura del diable, li va llançar aigua beneïda. Aquerò somrigué, assentint. Dirà d'aquesta que Eth diable n'ei pas tant beròi qu'era. ("el diable no és pas tan bell com ella")
L'endemà, dilluns, 15 de febrer de 1858, els companys de Bernadette no van callar. Tota l'escola ho va saber. La superiora, la Mare Ursule, anà a inspeccionar la classe on era Bernadette i li va dir: «Has acabat les teves bertranades?». Al voltant del migdia, la germana Anasthasie esperà que Bernadette abandonés l'escola perquè volia saber qui era aquella de qui tothom parlava. Va demanar a la senyora Pailhasson que li ho indiqués. Aquesta donà una bufetada a Bernadette mentre deia a la germana Anasthasie: «Mireu, és aquesta, la boja!»". La monja va agafar Bernadette pel braç i la sacsejà, dient: «Boja! Boja! Si tornes a la gruta acabaràs malalta!» A la tarda, quan Bernadette tornà a l'escola per als treballs de costura, les històries començaren a inspirar una certa burla: «la descalça» per referir-se a l'objecte de la seva visió, mentre que a la cova, situada prop del lloc on hi havia la porquera comunitària, l'anomenaven «la tuta deus pòrcs» (la cova dels porcs).

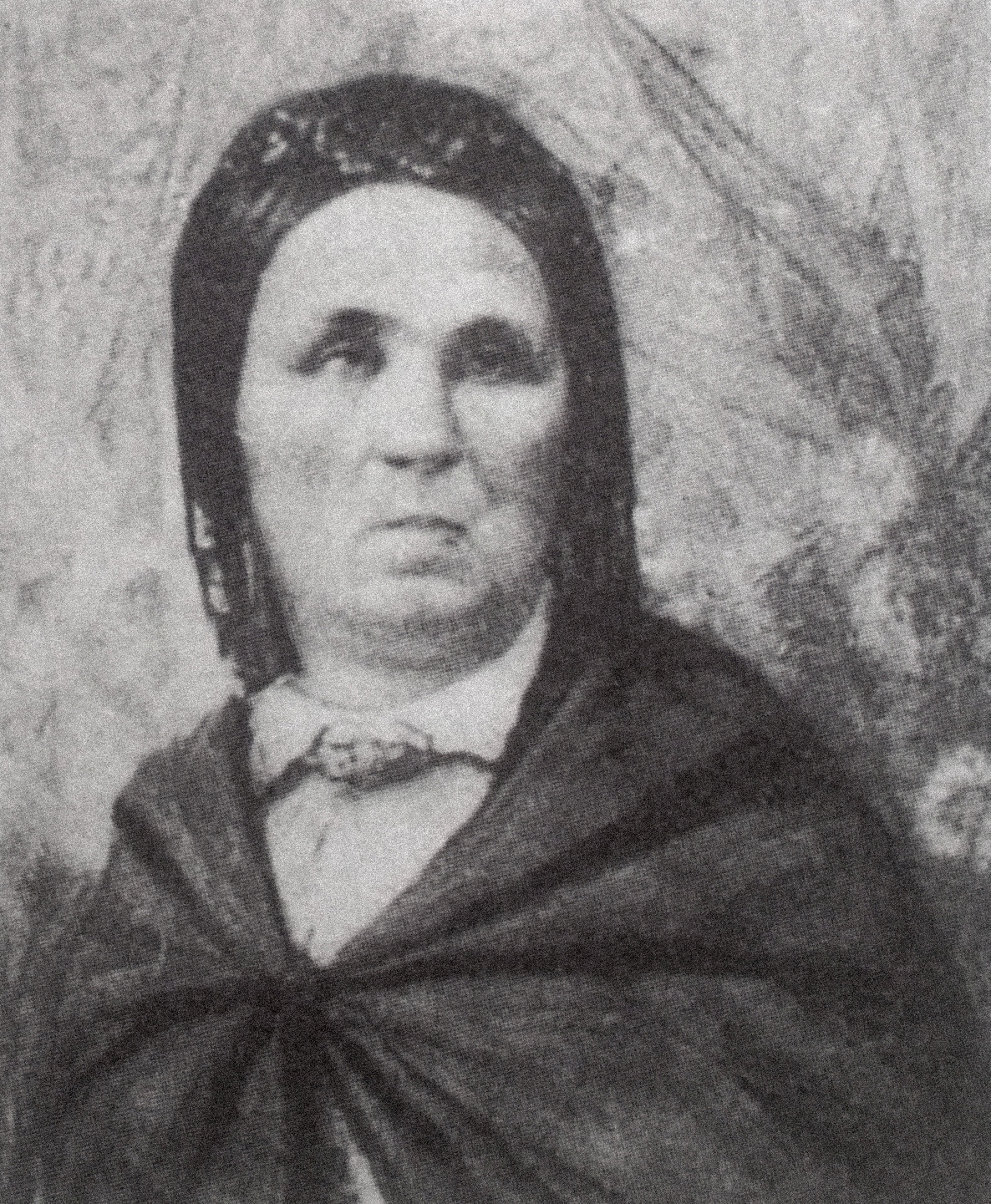
Madame Milhet

Dimarts, 16 de febrer de 1858 al migdia, una minyona va anar a trobar la Bernadette a la porta de l'escola per a fer-li saber que la senyora Milhet volia parlar amb ella. Excèntrica i determinada, la Sra Milhet era una antiga serventa que s'havia casat amb el seu patró. És una de les ocupadores de la mare de Bernadette, però Bernadette ho va refusar.
La senyora Milhet tornà ca la Bernadette a la nit per a dir-li: «La teva mare et demana que passis per casa de la senyora Milhet» Ella, intrigada per la història de la Bernadette, decidí de consultar la seva amiga Antonieta Peyret, la filla de l'agent judicial, per a aclarir-ho. Convencé Bernadette d'anar fins a la cova. Antonieta Peyret i la senyora Milhet van fer suposicions. D'acord amb les seves conjectures, la cova podria ser la porta del purgatori i el que apareixia a Bernadette podria ser Elisa Latapie, presidenta dels Fills de Maria, que havia mort l'any d'abans i la personalitat de la qual havia influït fortament en la ment dels parroquians de Lorda.
Dijous, 18 de febrer de 1858, les dues dames i Bernadette sortiren totes tres abans de l'alba per a escapar als curiosos. Portaven una espelma, car encara era fosc, mentre que Antonieta havia pres allò necessari: paper, tinta i ploma. En acostar-se a la cova, Bernadette accelerà el ritme, mentre que les senyores amb la faldeta de cèrcol tenien alguns problemes per a caminar per aquell camí temerari i relliscós, que era l'únic accés a la cova si volien arribar amb els peus eixuts. L'aparició començà. Bernadette desgranà el rosari, després de què Antonieta oferí llapis i paper a Bernadette qui, a instància de la senyora Milet, va demanar a Aquerò: «Voletz aver era bontat de metre vòste nom per escriut ?» (Voleu ser tan amable de posar el vostre nom per escrit?) Aquerò rigué i parlà per la primera vegada: «N'ei pas necessari» (No cal) Bernadette era la sola que veia Aquerò, i l'única que la sentia. Aquerò li demanà: «Voletz aver la gràcia de vier ací pendent quinze dias?». (Voleu fer la gràcia de venir aquí durant quinze dies?). Bernadette li ho prometé, i l'aparició respongué amb una altra promesa: «No'vs prometi pas de que seratz urosa en aqueste monde, mès en aute.» (No us prometo pas que sereu feliç en aquest món, però sí en altre (sic).). Bernadette es declarà afectada per l'ús del 'vós' i per les paraules considerades de l'objecte de la seva visió: «Qu'em parla en patoés e que'm ditz vos» (Em parla en patuès i em parla de vós.)

## La quinzena d'aparicions

### A casa de Madame Milhet
Després de l'aparició del 18 de febrer, la sra Milhet anà a trobar Louise Soubirous i li va dir: «Tindré cura de la seva filla. Me l'emporto a casa meva.» Així que la casa de Madame Milhet el divendres 19 de febrer de 1858 a les sis del matí Bernadette se n'anà pel que seria la quarta aparició. No obstant això, la tia Bernarde, padrina de Bernadette, no tenia la intenció de deixar que la senyora Milhet solament exercís el seu patrocini sobre la seva fillola. Alguns membres de la família de Bernadette, per tant, s'uniren al grup que la senyora Milhet volia mantenir en secret, o almenys de manera discreta. Bernadette arribà a la cova, acompanyada per la seva mare, la seva padrina, la senyora Mihlet i altres quatre o cinc dones. Aquerò aparegué breument i parlà en veu baixa. Bernadette, quan la van interrogar encara parlava d’Aquerò, d’ua petita damisèla ("una joveneta petita"), una "nena blanca", una "nena". A la ciutat, les suposicions es multiplicaven. Es discuteix si és la devota Elisa Latapie o la Mare de Déu.
La idea que podia ser la Mare de Déu començava a fer el seu camí.
El dissabte, 20 de febrer de 1858, als curiosos que acompanyaven Bernadette a Massavielha, es barrejaven aquesta vegada les Filles de Maria Immaculada. Una trentena de persones estaven presents en aquesta aparició. Va ser breu i silenciosa com el dia anterior.

### L'interrogatori pel comissari Jacomet

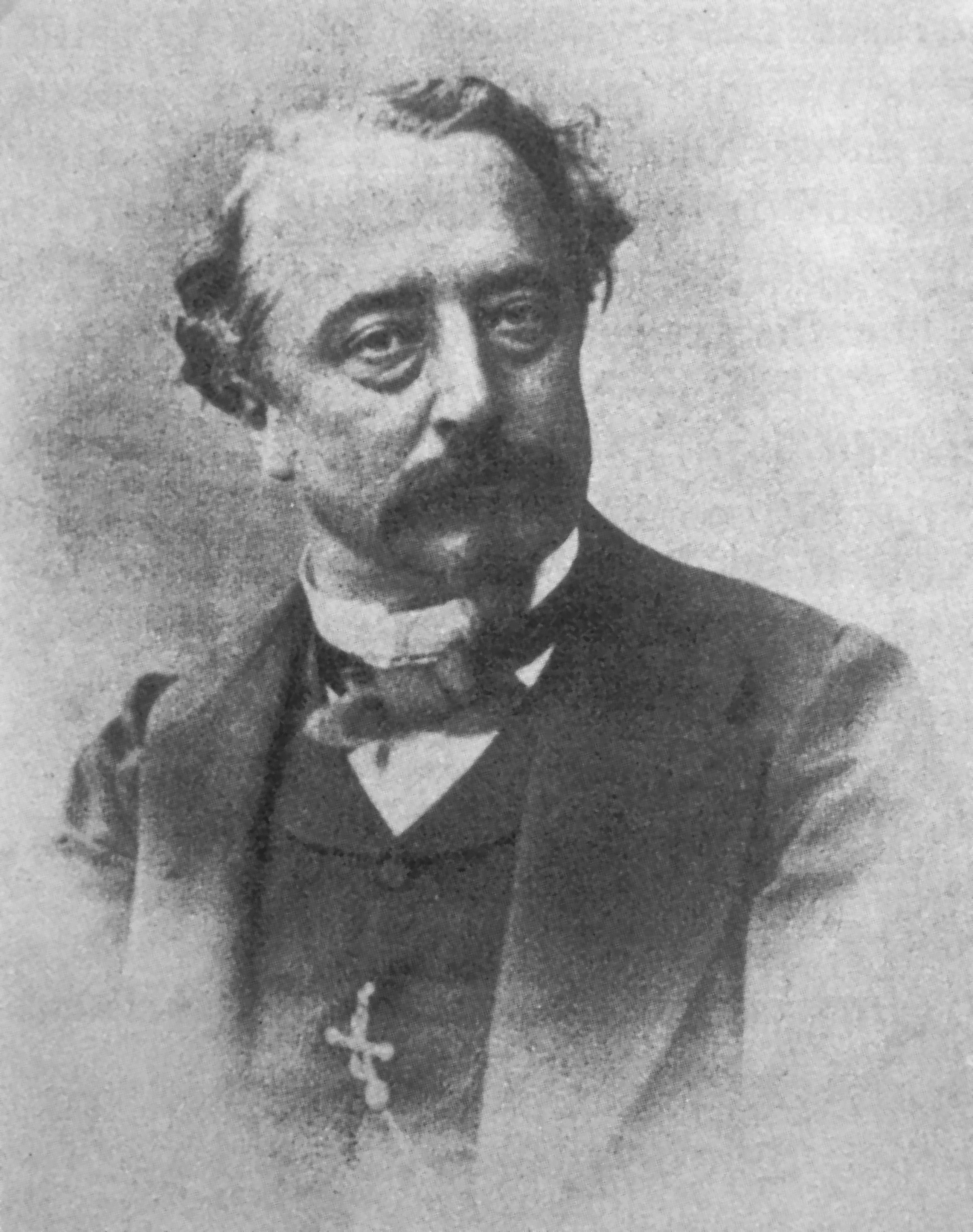
Dominique Jacomet.

Diumenge, 21 de febrer de 1858 : per frustrar els curiosos, Bernadette arribà encara més aviat que el dia anterior. Però ja hi havia un centenar de persones. Van assistir al seu èxtasi silenciós. El lordesos estaven convençuts que era la Verge qui s'apareixia a Bernadette. Aquell mateix dia el setmanari Le Lavedan es feia ressò de les aparicions. Per tant, el cas té Lourdes ja era públic, de manera que ja no podia ser ignorat per les autoritats, i el comissari de la policia Dominique Jacomet convocà l'adolescent per a ser interrogada.
Interrogant Bernadette sobre la base de rumors que corrien, el comissari Jacomet la pressionà perquè digués que havia vist a la Verge. Bernadette es negà: va dir que ignorava qui era, ella havia vist Aquerò, que era com una nena. Les sospites del comissari a continuació se centraren en les dones que podrien haver influït Bernadette per acreditar les aparicions com altres havien desacreditat el seu amic l'abat Clouchet l'any anterior. És sobretot el paper de la Sra Milhet el que interessà Jacomet, però que d'alguna manera torna de les aparences "amb les mans buides", que no tenen la més mínima revelació o alguna informació precisa sobre la naturalesa de les aparicions, tot i que s'havia preparat en el lloc de paper i tinta per consignar-ho si s'haguessin fet fet o inventat. Jacomet a continuació interrogà Bernadette sobre les altres dones al seu voltant. Les respostes de Bernadette indiquen que la seva mare, ties i germanes de la Caritat consideraven en aquells moments que havia somiat, que era una il·lusió. Es va demanar a Bernadette que no tornés a la cova, sabent que tot això li portaria un munt de problemes, però Bernadette estava convençuda d'haver vist i sentit, i mantingué el seu testimoni. El comissari llavors acusà Bernadette de mentidera. Es tractava d'atrapar-la mitjançant la lectura de les seves declaracions canviant els detalls. Això l'irrità amb el comissari:
«-No, Monsieur ... Vostè ho ha canviat tot. 
— Si! tu m'has dit això. 
— No, monsieur! 
— Sí! 
— No!» 
L'interrogatori s'allargà i el to s'elevà. Jacomet insultà Bernadette:
«Fas córrer tothom, vols convertir-te en un petita p...». «Ivrognasse, couquino, putarotto...», informà Pierre Callet, l el policia, que estava darrere de la porta mentre el comissari amenaçava a Bernadette amb la presó.
Mentrestant, es va formar una petita manifestació davant la policia. El comissari, igual que la gent, sabia que aquell interrogatori no complia amb la forma legal en la mesura que, amb un menor d'edat, no podia tenir lloc sense la presència del pare. Aquest últim havia estat alertat i anà a la policia. Jacomet, que l'havia detingut l'any anterior a causa d'un robatori de farina al molí Dozou, on havia estat acusat falsament, ho admeté. Li digué que Bernadette li va confessar que els seus pares l'havien obligat a anar a la cova i a explicar aquestes històries, davant la qual cosa Bernadette protestà immediatament. Després d'haver intentat en va fer prometre a Bernadette que no aniria més a la cova, va aconseguir que el seu pare prohibís a la seva filla a assistir. François Soubirous va dir que no volia altra cosa perquè estava cansat d'aquest assumpte.

### Una curiositat creixent

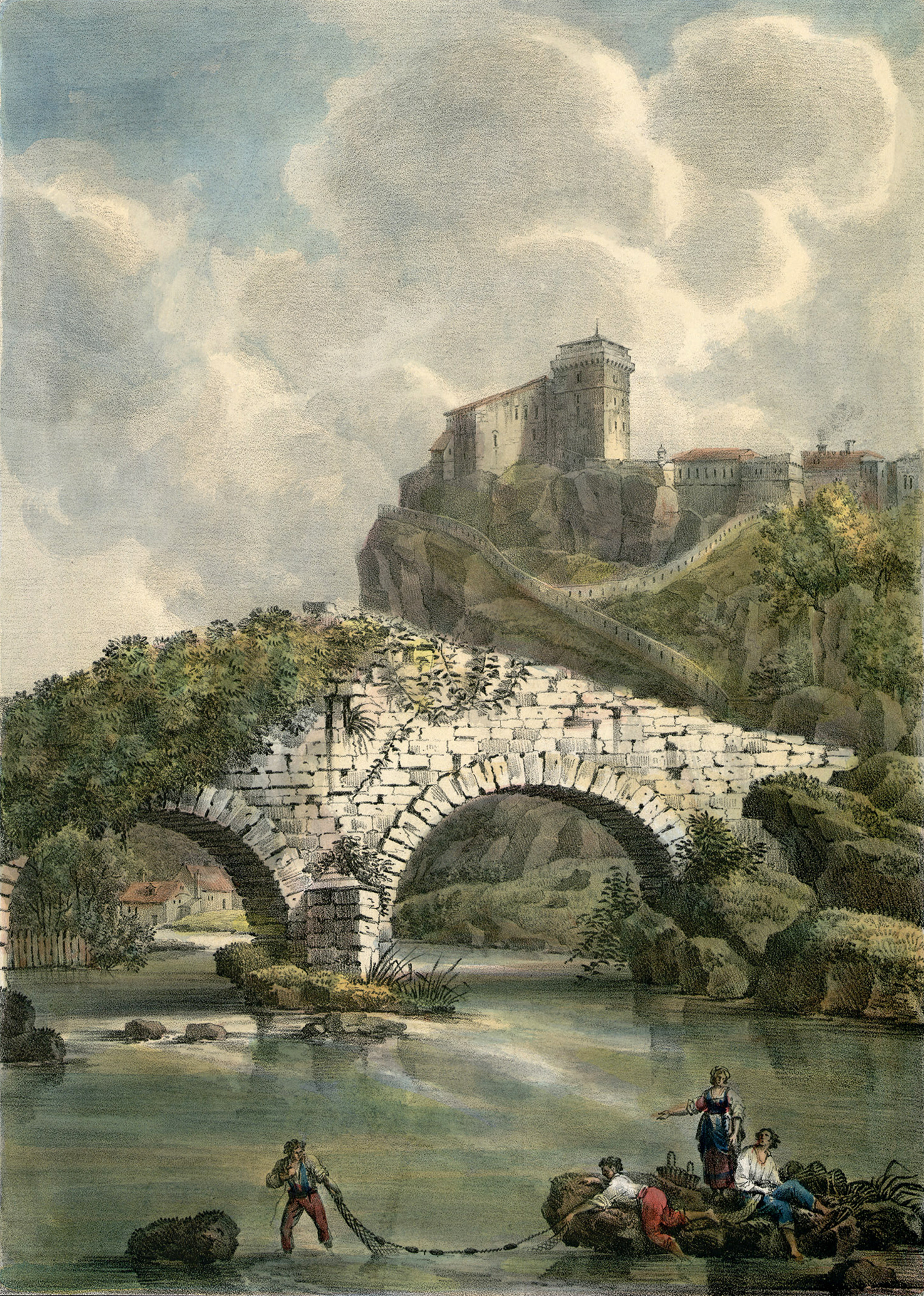
El pont vell a principis del. En 1858 era l'únic passatge del Gave de Pau per anar de Lorda a la Gruta de Massavielha.

L'endemà, dilluns, 22 de febrer de 1858, Bernadette va resoldre en primer lloc de no anar a la cova. Però a la tarda, quan era al camí de l'escola de les germanes, se'n desvià per anar cap a Massavielha. Dos policies la veieren, en van alertar el sergent i es van aplegar amb ella a la cova. Bernadette va resar el rosari, mentre que, com que havia corregut la veu, entre cinquanta i cent persones van anar a Massavielha. No obstant això, no hi va haver aparició. A la nit Bernadette estava baldada. La van convidar a romandre al molí Savy per a descansar. Ella va anar a veure l'abat Pomian, el capellà de l'Hospici de les Germanes de la Caritat, per demanar-li consell sobre el seu problema: per una banda havia promès a Aquerò d'anar-hi els següents quinze dies però, per l'altra, havia d'obeir els seus pares que li prohibien de tornar a la cova. El Pare Pomian li va dir que ningú no tenia dret a impedir-li que hi anés. Aquella mateixa tarda, François Soubirous mogut pel desconcert de la seva filla, retirà la seva interdicció.
El mateix dia, els membres del consell de la ciutat van començar a deliberar sobre el tema de l'afluència de la multitud a la cova, sabent que res del que feia Bernadette era fora de la llei. El dimarts 23 de febrer de 1858 encara hi va anar una mica més de gent a la cova, no solament les dones i els pobres sinó també, per primera vegada, algunes persones notables: Jean-Baptiste Estrade, el Sr. Dufo, advocat i conseller municipal, el metge Dozous i un intendent militar retirat, membre d'una famosa família aristocràtica, el senyor De la Fitte. Un xic abans de les sis, al voltant de 150 persones estaven presents. Jean-Baptiste Estrade, el qual contaria la història de l'aparició a l'Abat Peyramale, rector de Lorda, deixà una narració «important, si bé inexacte» de l'èxtasi, segons Ruth Harris. L'aparició va durar aproximadament una hora. Jean-Baptiste Estrade fou sorprès de com de prop Bernadette tenia la mà de la flama de l'espelma.
A la tarda, molta gent es reuní allà on vivien els Soubirous per a interrogar Bernadette. Després la van portar a casa del senyor Dupas, el barretaire, per tal que hi rebés els retrets del cap de la casa, però també els compliments de la senyora i les seves amigues, entusiasmades amb les aparicions. Anna Dupas va oferir una poma a Bernadette, però ella la refusà. Va tornar a casa, on el seu pare l'esperava. Dominiquette Cazenave, religiosa, sagristana i germana del patró de François Soubirous, li havia dit a aquest: «Porteu-me la vostra filla anit després de la feina.» Dominiquette Cazenave era alhora atreta i molesta per l'afer de les aparicions. Tractà de desemmascarar Bernadette fent-li un munt de preguntes. Bernadette respongué quatre mots i després mantingué el silenci. Per cortesia i per por de desagradar, François tractà de completar els silencis de la seva filla. Dominiquette els acomiadar preguntant-se per què tanta gent anava darrere «d'aquesta boja». No obstant això, l'endemà, també assistí a l'aparició i després se'n convertiria en una de les majors entusiastes.

### «Penitència!»
Dimecres, 24 de febrer de 1858, gairebé tres-centes persones són presents a la gruta. Durant l'aparició, Bernadette s'aproxima a la fissura interior que comunica amb la cavitat en la qual es col·loca el que veu. Està en èxtasi i sembla conversar amb algú que se situaria en el buit de la roca sense que ningú sentís ni una paraula. Fa gestos d'aprovació i de rebuig. Jacquette Penis digué: «Amb els ulls encara humits de llàgrimes, esclatà en rialles de gran dolçor»."Bernadette a continuació, es postrà cara contra el terra. La seva tia Lucile, que estava al seu costat, de cop i volta cridà i caigué a terra. Bernadette es detingué i es tombà cap a la seva tia i li va dir: «Ma tante, n'aï pa peno», manera de dir-li que no hi havia raó per entrar en un estat tal. L'aparició acabà. En el camí de tornada, s'atreví a demanar a la seva tia que no anés a les pròximes aparicions.
De tornada a Lorda, va saber que el pare Pène, un vicari de la parròquia, la volia conèixer. Ella li explicà l'aparició. Aquerò li hauria dit: «Penitència! Prega a Déu pels pecadors. Ves a besar la terra en penitència pels pecadors», que és el que anava a fer Bernadette quan va ser interrompuda per la seva tia. Els testimonis del 24 de febrer també es referien als ulls tristos de Bernadette, i ella mateixa digué que l'aparició tenia una cara trista quan li va demanar que resés pels pecadors.
En les seves respostes a les preguntes sobre les aparicions, es fa evident que, per a Bernadette, hi havia coses que podia explicar o repetir, altres que semblaven haver-se dit en veu alta perquè tothom les sentís, i altres que li eren confiades més íntimament per tal que quedessin entre elles dues.

### Descoberta de la font
Dijous, 25 de febrer de 1858, va ser una de les aparicions més problemàtiques. La multitud curiosa afluïa des de les dues del matí. Quan va arribar Bernadette, hi havia tres-centes cinquanta persones. Ja del començament de l'aparició, Bernadette fa l'exercici penitencial interromput el dia anterior que consisteix en caminar de genolls i besar el terra. Manifesta una agitació inusual. Va cap al Gave i després s'hi repensa i torna dempeus cap al fons de la cova. Es doblega per pujar a la part inclinada del terra que li permet arribar al lloc on el sòl s'uneix a la volta. El sòl és molt humit i fangós. Segons testificà Bernadette, després de pregar, Aquerò li demanà que begués aigua de la font i que mengés les plantes que hi creixien: Anatz béver ena hont, e lavatz-v'i. Anatz minjar d'aquera èrba que troberatz athieu. Ella interpretà que havia d'anar a beure al Gave i se n'anà cap allà, però Aquerò li assenyalà amb el dit que havia d'excavar. Bernadette va cavar el terra amb les mans nues i va provar diverses vegades de prendre l'aigua tèrbola on solament hi havia fang. En el quart assaig, les gotes eren més clares i en va beure. També menjà trossos de les plantes.
L'aparició havia acabat. Bernadette es girà amb tota la cara plena de fang. La tia Bernarde provà de netejar amb un mocador la cara de la seva fillola, el millor i més ràpid possible, mentre sortia de la cova i la gent se sentí decebuda. Jean-Baptiste Estrade, que havia portat els seus amics parlant de la bellesa de l'èxtasi de Bernadette era consternat. La gent taxà Bernadette de frau i de boja. Ella va dir que ho havia fet tot per ordre de Aquerò, «pels pecadors». A la ciutat, els lliurepensadors s'alegraven, els creients es mostraven confosos. Després d'aquesta aparició, el Lavedan va parlar de catalèpsia a propòsit de Bernadette.
Entre els que eren perplexos i demanant explicacions a Bernadette sobre el seu comportament al matí, hi havia l'Abbé Pène i Jean-Baptiste Estrade. Ella els va dir:
| « | Aquerò em va dir per anés a beure i rentar-me a la font. En no veure'n cap, anava a beure al Gave. Però ella em va fer un senyal amb el dit perquè anés sota la roca. Hi vaig anar i vaig trobar una mica d'aigua, com fang, tan poca que amb prou feines podia tenir-ne al palmell de la mà. Tres vegades la vaig llançar perquè era molt bruta. La quarta vegada, vaig poder. - Per què et demanà això? - No m'ho va dir. - Però què va dir? - «Vés a beure a la font i renta't». - I aquesta herba que has menjat? - M'ho va demanar també... - Però són els animals que s'alimenten d'herba. | » |

A la tarda, els visitants eren molt rars, però els que hi anaven estaven interessats en la font. Cavaven, dibuixaven i a continuació bevien. Netejant més el llot, descobriren una font un poc més clara i les primeres ampolles anaren cap a Lorda aquella mateixa tarda.
Encara que aquesta font no havia estat mai assenyalada, que existís al costat del Gave i en el fons humit de la gruta no era gens estrany, i ja existia abans de les aparicions. Va ser més tard, amb l'increment de relats que, dels mínims fets i gestos de Bernadette, en feien l'ocasió d'un miracle, que es tractarà d'una font que hauria rajat aquell dia d'un sòl sec, un sol «anhidre» va escriure el Dr. Vallet, mentre és en un terreny ja molt fangós a causa de la presència d'aquesta font que Bernadette va excavar.

### L'interrogatori del fiscal

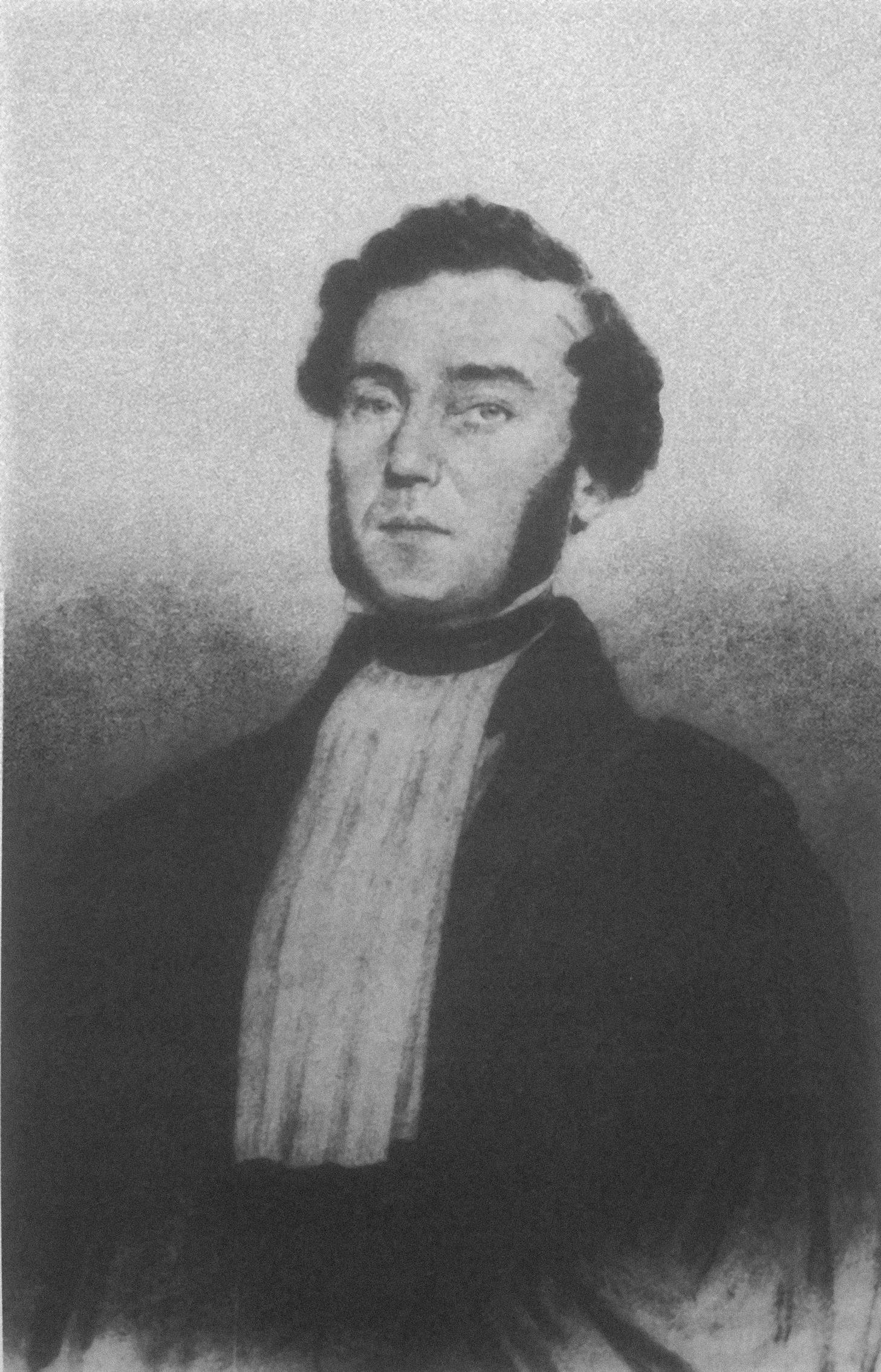
Vital Dutour, el fiscal imperial Lourdes.

A mesura que vam començar a beure aigua de la cova a les cases de Lorda, el fiscal imperial de Lorda, Vital Dutour, convocà Bernadette. François Soubirous havia marxat de Tarba i Louise l'havia d'acompanyar. Impressionada per aquesta convocatòria, li demana al seu cosí Sajous que anés amb elles. Es va posar les robes de diumenge. El fiscal no deixà entrar a Sajous, però no obstant això, va prometre que marxarien lliures. Louise i la seva filla estan dretes davant de l'oficina a la qual el fiscal es va traslladar per a un llarg interrogatori, comparable al realitzat uns dies abans pel Comissari i que el fiscal tenia les notes. Es produí un debat sobre el que Bernadette hauria dit o no a les declaracions anteriors: 

- 
| « | - "Tu m'has dit això, tu li vas dir allò al Comissari. — No, senyor. — Si! — No!...etc. | » |

El fiscal també va qüestionar Bernadette sobre els beneficis o avantatges guanyats d'aquella situació. Finalment, com Jacomet, Dutour li va demanar que prometés no tornar a la cova. Bernadette es va negar.
Després de dues hores de discussió i preguntes, el fiscal crida la seva dona: ella va trucar al comissari, a fi que Louise i la seva filla fossin portades a la presó. En sentir això, Louise es va posar a plorar. El fiscal continuació, oferí cadires i la Sra Dutour ajudà a Louise a seure. Però Bernadette es va seure a terra, dient sobre la cadira proposada pel fiscal: «No, que s'embrutaria.»
Mentrestant, Sajous s'impacientava al cafè en no veure sortir a Louise i Bernadette, trucà a la porta del fiscal cridar amb d'altres passavolants «Feu-les sortir! "».
A mesura que la situació es tornava èpica, el fiscal seguia tractant d'obtenir Bernadette, encara asseguda a terra, la promesa que no aniria més a la cova, en va. No sabia si la seva dona realment havia fet venir el Comissari, o si ho havia dit com una finta destinada a impressionar les Soubirous. Sortí un moment de l'habitació, i tornà dient que el Comissari no tenia temps i que el cas es remetia al dia, i va acomiadar les visitants.
En sortir, Sajous i els companys oferiren un got de vi blanc a Louise i a Bernadette al cafè on les havien esperat perquè es recuperessin de les seves emocions i perquè els expliquessin com havia anat el seu interrogatori. A continuació, tornaren al cachot, on altres persones anaven per saber què havia passat. Tot el que queda d'aquest examen que el testimoni de Louise i Bernadette perquè el fiscal va destruir les seves notes. Bernadette va dir aquell dia a Dominiquette Cazenave, que s'havia convertit en fervent de les aparicions:
 .
L'esdeveniment es comptà en el mitjà popular lordanè i al mercat, què massivament es posa del costat de Louise i la seva filla. La narrativa es embelleix, arribar a ser fantàstica, en detriment del fiscal.
Per la seva banda, Dutour s'assabentà que Louise i Bernadette havien anat al cafè en sortir de casa seva. En el seu informe de l'1 de març, més que evocar l'interrogatori, va descriure la família Soubirous donant a Louise una reputació alcohòlica: «Bernadette pertany a una família pobra. El seu pare va ser detingut el 1857 per càrrecs de robatori. La moralitat de la mare no és menys dubtosa. De notorietat pública, aquesta dona es lliura a l'embriaguesa. La competència d'aquests personatges miserables, la seva llengua, especialment la seva moral i la reputació eren certament capaces de destruir l'encant, d'inspirar, no només el dubte, sinó que repugnen; aquests són de fet els béns intermedis vils, pel qual es considera com l'ésser pur per excel·lència».

### Esperant «el gran dia»
L'endemà, divendres 26 de febrer de 1858, Aquerò no s'aparegué a Bernadette qui, de genolls, va resar el rosari, però no passà res.
No obstant, aquell dia es produí el que durant molt temps s'ha dit com la primera curació miraculosa a Lorda, la de Lluís Bourriette. A Lorda, tothom sabia que Bernadette deia que havia promès l'objecte de la seva visió que aniria durant dues setmanes. L'últim dia d'aquesta quinzena, serà el dijous de la setmana següent, i l'especulació va començar a elevar-se sobre el que podria ocórrer aquest dia.
El dissabte 27 de febrer de 1858, unes mil persones de Lorda i dels pobles dels voltants observaren l'èxtasi de Bernadette. Ni una paraula de Bernadette s'ha conservat d'aquesta aparició, la desena.
El diumenge 28 de febrer de 1858, 1150 persones estaven presents, incloent oficials d'alt rang que han fet el viatge des de Tarba.
Aquest dia Bernadette va ser interrogada pel jutge. L'interrogatori tenia el mateix objectiu que l'anterior: convèncer Bernadette que no anés a la cova, amenaçant-la amb anar a la presó. No obstant això, no existia una base legal per prohibir a Bernadette anar a Massavielha i tenir els èxtasis.
A la tarda, Clarens, director de l'Escola de Graduats de Lourdes, anà a veure Bernadette. Va registrar les seves observacions i pensaments sobre Bernadette i les aparicions en un quadern que li va enviar al seu amic el baró Oscar Massy, el prefecte de Tarba.
Dilluns 1 de març de 1858. El públic arriba des de la mitjanit. Mil cinc-centes persones observaren a Bernadette i, per primera vegada, hi ha un sacerdot. Aquest és el jove abat Antoine Désirat que s'allotjava a Omex i que va obviar la prohibició als sacerdots feta pel rector de Lourdes, Peyramale, d'anar a la cova. Aquell matí, Catherine Latapie, que tenia dos dits de la mà dreta "doblegats i va paralitzats" els mullà amb l'aigua de la font: haurien recuperat la seva mobilitat. Aquesta serà una de les "set curacions de 1858", reconeguda quatre anys després com a  miraculosa per Mr Laurence, bisbe de Tarba.

### Demandes a mossèn Peyramale

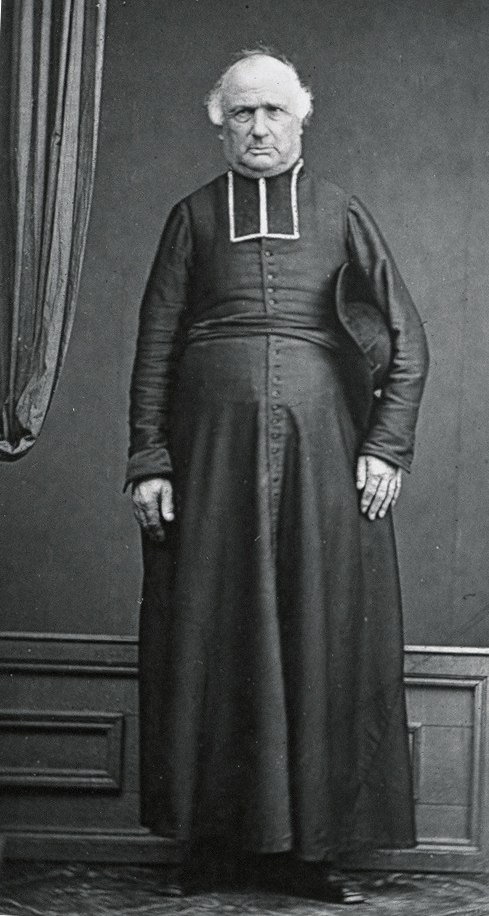
Dominique Peyramale.

Dominique Peyramale era un home conegut per la seva ira. Estava desconcertat sobre les aparicions i mai no es va reunir amb Bernadette abans del 2 de març. Peyramale es convertiria en un fervent creient de les aparicions en els pròxims mesos, però és encara difícil saber què pensava el març de 1858, car ell mateix va destruir les seves notes i informes que ell mateix jutjaria com a superats. El fet que dona testimoni més clar de les seves disposicions és que va prohibir fermament als sacerdots, tant Lourdes o pas, que anessin a la cova per tret que es prengués com un senyal d'aprovació. Alhora, observà que, des que començà l'assumpte de les aparicions, els oficis experimentaren una afluència inusual i molts més feligresos que de costum anaven a confessar-se.
El dimarts 2 de març de 1858, hi havia 1.650 persones per l'aparició, la tretzena.
Després de l'èxtasi, els testimonis exaltats pel fenomen preguntaven a Bernadette: «Què t'ha dit?» Ella va respondre: «Que vagi a dir als sacerdots perquè vinguin fins aquí en processó.»
En sentir això, els devots es dirigiren a la rectoria per portar el missatge per primera vegada al mossèn. Creien que la processó havia de tenir lloc el dijous, ja que pensaven que, com que havia de ser l'últim dia de les aparicions, aquesta processó estaria acompanyada d'esdeveniments fantàstics. Les dones hi arribaren sense alè a veure el vell capellà per dir-li que la Verge vol una processó a la gruta en dos dies.
El capellà s'enutjà i les engegà sense miraments.
Mentrestant, Bernadette que no s'atrevia a anar directament al mossèn es trobà amb l'abat Pomian, a qui ja coneixia. Aquest li va dir que anés a veure el capellà. Bernadette es va fer acompanyar per les seves ties. Dominique Peyramale, qui venia de tronar contra les seves feligreses, l'entrevistà de forma intimidatòria:

«-Ets tu la que vas a la gruta? 

- Sí, pare.

- I dius que veus a la Mare de Déu?

- No he dit pas que és la Mare de Déu.

- Així doncs qui és aquesta senyora?

- No ho sé!

- Ah, no ho saps, mentidera! No obstant això, ho porta el diari, i tots els que fas córrer darrere teu, que és la Verge. Per tant, què veus?

- Una cosa que s'assembla a una dama.

- Una cosa!

- Senyor capellà, "Aquerò" em demanà que anessin en processó a la gruta.

- Mentidera! Com vols que munti una processó? És monsenyor [el bisbe] qui decideix processons. Si la teva visió fos una cosa bona, no diria pas tals absurds. I per quan vol aquesta processó? Has dit dijous»
L'adolescent impressionada es confon, diu que no sap quan, i segueix sent "renyada" pel capellà. I aquest interpel·là les ties de Bernadette:
«-És desafortunat tenir una família com aquesta que porta desordre a la ciutat

-Marxin, portin-la a l'escola i no la deixin d'anar més a la gruta. Això s'ha acabat»
En el camí de tornada, Bernadette va dir que el més important no era que el sacerdot la cregués a ella però ella havia fet l'encàrrec. Després recordà que havia oblidat la meitat del que Aquerò li havia demanat: «Construir-hi una capella.»
Espantades per la ira del sacerdot, les ties es negaren a tornar a la rectoria i per a Bernadette va ser difícil trobar algú disposat a acompanyar-la. Dominiquette Cazenave li organitzà una cita per a les set. Tot el clergat de Lourdes hi era, és a dir, el capellà, els dos vicaris i Pomian, capellà de l'hospici. Bernadette els va dir que Aquerò volia una capella en el lloc de la cova. I va suggerir que podria ser fins i tot una «capella petita». L'ambient era més relaxat. No era qüestió d'una processó per a dijous, aquesta processó semblava dependre de la construcció d'una capella que no es faria immediatament. El Pare Peyramale va dir a Bernadette que la dama ha de donar el seu nom.
L'endemà, dimecres 3 de març de 1858. Tres mil persones estaven allà, en un lloc on era impossible que una multitud tal s'organitzés. Bernadette va arribar cap a les set del matí. La visió no es produí. Després de l'escola, Bernadette va tornar a la gruta. Aquest cop Aquerò aparegué. Quan al vespre Bernadette tornà a veure el capellà, ella li va dir que la seva visió seguia demanant una capella, però que es va negava a donar el seu nom, simplement somreia. El Pare Peyramale li va dir: «S'està rient de tu! Si vol la capella, que digui el seu nom i que faci florir el roser de la cova!».
El cas preocupava les autoritats. Aquell dia, el procurador general de Pau ho va remetre cap el ministre de Justícia.

### L'últim dia de la quinzena
Dijous, 4 de març de 1858, és dia de mercat. Al voltant de vuit mil persones es trobaven a la gruta. L'expectativa del públic que s'havia acumulat durant la nit en el lloc és gran, ja que era l'últim dia de la quinzena. S'especulava sobre els miracles o fenòmens extraordinaris que sobre aquells que assistien. A la gruta les persones s'apilaven d'una forma indescriptible, aferrant-se a les roques o amuntegant-se a les ribes. Es va organitzar un servei de seguretat. Tarba va construir una espècie de pont per facilitar l'accés, mentre que el Comissari assistit per un gendarme va fer passar Bernadette a través de la multitud. La visió va ser silenciosa, i tingué una durada de tres quarts d'hora.
En una atmosfera encara "incandescent", segons Laurentin, va passar sense complicacions, i al retorn, Bernadette seguia sent el centre d'atenció, mostrant-se sensible a la sort d'una nena el seu pare havia portat i que havia cridat a Bernadette al anar. Aquesta nena, que portava una bena als ulls, era gairebé cega i li perjudicava la llum. Bernadette es va acostar i li va prendre la mà i la besa. La petita Eugénie (que portava el nom de l'emperadriu) es veu afectada, rigué, igual que Bernadette, qui la besà de nou i se n'anà. Eugénie llavors va voler veure qui l'havia besada. Es tragué la bena dels ulls i, plena d'entusiasme, tractant de veure Bernadette. El públic que havia al voltant començà a plorar pel miracle. Concenta, Eugénie es va convèncer que estava curar-da. El seu pare també ho cregué i Eugénie va ser portada davant el fiscal, que queda perplex. Es necessitaren diverses setmanes per dissipar la il·lusió nascuda d'aquest moment de felicitat, mentre que la petita Eugénie morí el 5 de juny de 1859.
La resta del dia al poble, Bernadette es trobà assetjada per la multitud. La presó va ser presa per assalt. Volien tocar-la, li feien tocar els objectes de devoció, donar-li diners - ella es negà. Li demanaven que curés els nens malalts. Alguns tallaren subreptíciament fils del folre del seu vestit, altres li demanaven canviar el seu rosari pel d'ella. Lorda formiguejava de miracles.

## Les darreres tres aparicions

### Les decepcions després de la quinzena
L'endemà del 4 de març de 1858, el «gran dia» tant esperat, la multitud estava decebuda. El que ahir semblaven ser miracles per l'excitació general resultà ser infundada. El Lavedan va escriure: «Quina decepció! Els pobre ingenus van ser humiliats ... Quantes persones ho han entès llavors, massa tard, ai! El ridícul de la demarcació és deplorat per la seva credulitat excessiva.»
A Massavielha perdurava una certa afluència, però Bernadette no hi anà més. Ella mateixa semblava desanimada. Lamentava haver fet o voler haver fet creure en miracles. Encara no deia haver vist a la Verge, encara que ningú veia les coses de manera diferent. Mentre ella seguia anant a l'escola amb les monges, tot i que li era difícil treballar. Finalment, abandonà les converses serioses sobre la gruta i les aparicions, preferint ostensiblement les bromes i els jocs de la seva edat: el sambori, les amagades, etc. Bernadette va mantenir la seva promesa: anar quinze dies a la cova, i ara semblava haver perdut interès en el cas.

### La curació de Jean-Marie Doucet
El 9 de març de Bernadette és sol·licitada per Josephine Doucet, que està a la classe amb ella per anés a casa del seu germà petit. Aquest és un problema que els metges no identifiquen clarament, parlaven d'un "nervi incurable", el que vol dir que no saben el que era, però semblava que ja no li quedava molt temps de vida. Jean-Marie es consumia des de Nadal. Pres de singlot i sobresalts, mantenia la seva boca oberta, oferint un espectacle desagradable amb bava degotant-li. Ja no menjava, ni parlava, ni caminava i els seus pares l'havien posat sobre un matalàs col·locat al costat de la llar de foc, on estava envoltat dels seus propis dibuixos, en els quals expressava una cert de talent, sinó també el món en què s'havia tancar. Bernadette i Jean-Marie connectaren immediatament. Ella va tornar a veure'l i se les arreglà per fer-lo menjar. Començà a parlar. En visites posteriors, d'acord amb el seu temperament, Bernadette va començar a tractar-lo tant calidament com amb autoritat. Al cap d'uns dies, va començar a tractar la mandra: «Perquè mai vols aixecar-te, sempre sóc jo qui ha de venir a veure't. - Oh! Si pogués aixecar-me, m'aixecaria, sí! - Oh! Ets un fénian, altrament t'aixecaries, sí! I saltariesper la teva habitació. Escolta, ets un pocavergonya, ets fas el malalt per menjar el que és bo. Bé, jo no et vull perquè ets un "fénian". Jean-Marie entrà al joc d'aquest "xantatge emocional", menjava i la seva salut estava millorant ràpidament. A la ciutat la notícia d'un "miracle" s'estén, sobre tot entre aquells que necessitaven un miracle per creure en les aparicions, l'esperança renasqué després de la decepció d'Eugénie Troy. El 15 de març, el pare Peyramale anà amb els seus dos vicaris i va trobar una millora significativa, tot i ten en compte que es necessita una recuperació completa per pronunciar-se.

### L'interrogatori del 18 de març
L'advocat Romain de Capdevielle, editor del Mémorial des Pyrénées i el promès de Maria Dufo, una noia de Lorda fervent admiradora de Bernadette, publicat el 9 i 16 de març dos articles en els quals va lloar la vident de Lourdes «sempre tan simple i ingènua com abans.» Aquests articles, relacionats amb les notícies sobre Jean-Marie Doucet, van reviure el fervor popular. Les espelmes eren més nombroses a la cova, es deixaven donacions, es bevia l'aigua de la font, i una imatge de guix de la Mare de Déu es diposità a la cavitat on havia apareigut Aquerò. La cova es va convertir en un lloc de culte il·legal.
El fiscal Vital Dutour també s'inquietà que ara, els notables de Lorda mostraven un interès significatiu a Bernadette que podia arribar al fervor. En un informe de 17 de març, notà també la proposta del Sr. Dufo, degà dels advocats i regidor de l'Ajuntament: «Li besà la mà i l'anomenà la santa.» Dutour semblava sobretot haver estat molestat per l'actitud del Sr. Pougat, el president del tribunal. Aquesta era la persona més ben classificat en la petita administració judicial de Lorda, i va començar a donar consells a la família Soubirous per fer front a les amenaces legals que el fiscal els faria arribar contra ells. El fiscal no permeté denunciar-ho més que amb mots encoberts.
És en aquest context que, el 18 de març, Bernadette va ser convocada per a ser interrogada davant d'una assemblea formada pel fiscal, el comissari, l'alcalde i el secretari de l'Ajuntament. Els articles de Romain de Capdevielle serviren de base per a l'interrogatori i Bernadette confirmà les afirmacions: "ella" li havia demanat que construís una capella i li havia confiat secrets. Les onades de rumors i curiositats inflaren aquests secrets i Bernadette digué: «M'ha prohibit revelar-ho a ningú, però puc dir que no tenen res terrible i que només es refereixen a mi.» Li preguntaren sobre les curacions. Ella declarà: «No crec pas haver curat ningú, i no he fet res per fer això»Després vingueren les preguntes habituals sobre l'aparença física de l'aparició: la mida, edat, forma, posició, si tenia sabates, etc. Respecte a les peticions als sacerdots per fer la processó i la capella, Jacomet, qui havia substituït la secretària de l'alcalde a l'escriptori durant l'interrogatori, prengué nota d'un resposta incerta: «No sé si es tracta d'una processó o capella, no estic segura. Em vaig trobar amb el senyor capellà que em va dir que no podia fer res fins que no hi hagués quelcom tangible, que la Verge, per exemple, fes florir el roser que estava davant de la cova»Els interrogatoris que van tenir lloc durant la quinzena de les aparicions desembocaven en la mesura cautelar a Bernadette que no tornés a la gruta. La qüestió no estava realment a l'ordre del dia. Jacomet anotà aquesta resposta cautelosa: «No sé si tornaré més a la cova»
Aquesta interrogatori va realitzar-se de manera molt conciliadora. El fiscal Dutour semblava estar tranquil i se sentí autoritzat a escriure al fiscal general: «Ha promès no tornar a aparèixer-hi [a la cova] i ja no es prestarà a abusar de la credulitat i la mala fe que fan les seves accions i la seva persona.» Aquesta observació pel fiscal, fins i tot si obligava a la línia en comparació amb les declaracions de Bernadette, dona testimoni que la seva sinceritat amb prou feines es va qüestionar. Si no estaven convençuts de la realitat de les aparicions, els interlocutors de Bernadette estaven convençuts que sincerament creia que havia vist i escoltat alguna cosa. La investigació també indicà que els Soubirous no es beneficiaven de l'entusiasme popular.

### L'aparició del 25 de març

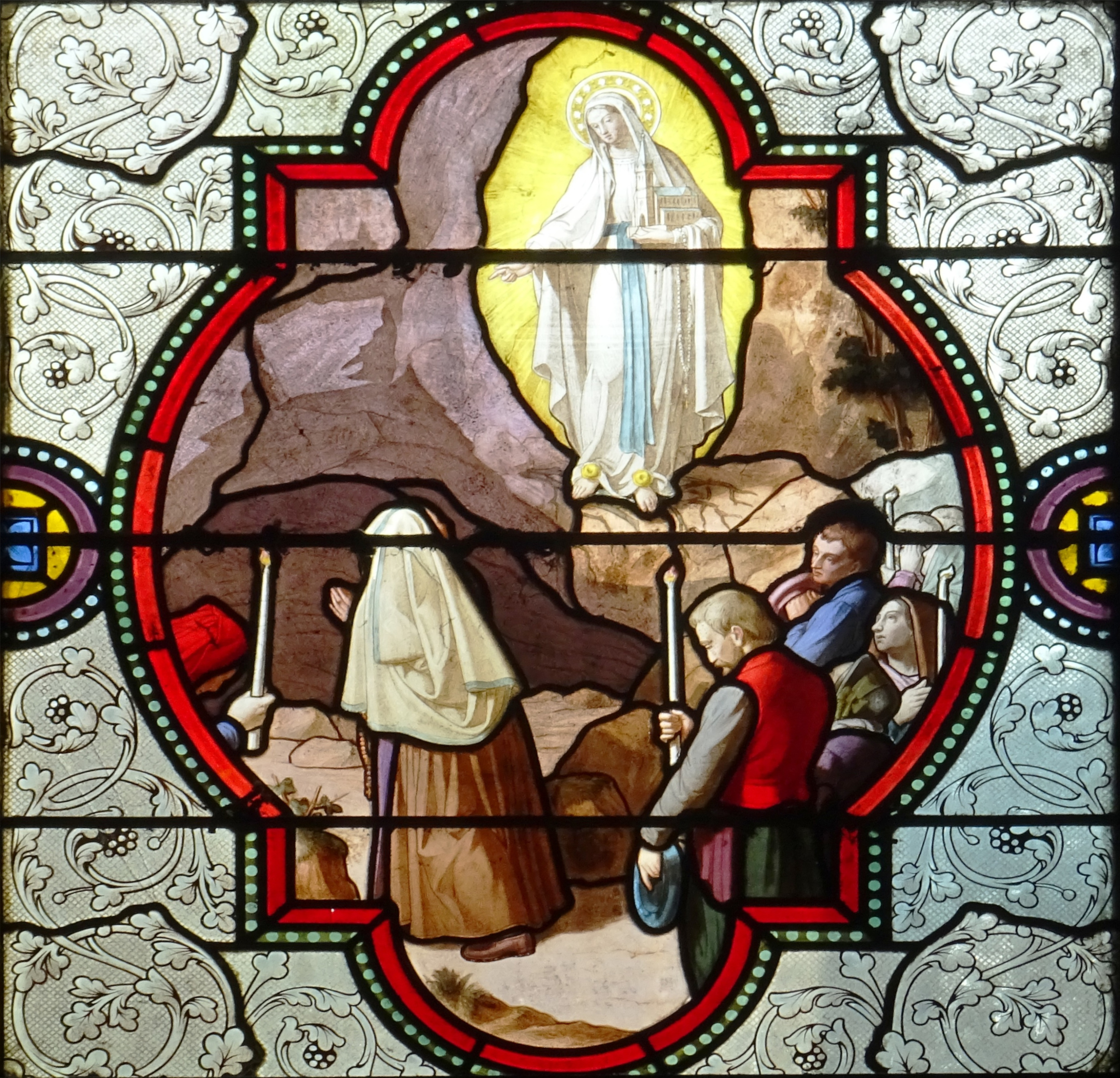
Setzena aparició de la Verge
Vidriera de la basílica de la Immaculada Concepció

Dijous 25 de març, el dia de l'Anunciació. El rumor segons el qual Bernadette visitaria la gruta durant aquesta festa mariana, es produí en realitat. A partir de les cinc del matí, quan es va dirigir a la gruta amb alguns membres de la seva família, un centenar de persones i el comissari Jacomet ja es trobaven. L'aparició va durar més d'una hora. Bernadette havia arribat amb el ciri de la seva tia Lucile volia deixar alguna cosa a la cova. Va obtenir permís per deixar aquest ciri enmig de les que ja hi eren. En el camí de tornada, estava plena de preguntes i confià que l'aparició li havia dit: «Que soy era Immaculada Councepciou» (Jo sóc la Immaculada Concepció) Bernadette repetí aquestes aquestes paraules al capellà, el pare Peyramale, qui es mostrà perplex: «Una dona no pot portar aquest nom.» Les paraules «Immaculada Concepció» són una reminiscència del dogma de Maria va ser concebuda lliure de la taca del pecat original, el dogma proclamat quatre anys abans pel Papa Pius IX. No obstant això, aquestes paraules poden referir-se a una persona anomenada Maria "Mare immaculada" o "Verge Immaculada" · . El capellà no sabia què dir. A l'espera d'una resposta, diu Bernadette, «Ella encara vol la seva capella.» Peyramale digué a Bernadette que anés a casa, que la veuria més endavant.
Al vespre, Bernadette va anar a casa de Jean-Baptiste Estrade, qui va descriure l'escena: l'aparició somreia, li va demanar quatre vegades: «Senyoreta, tindria la bondat de dir-me el que és, si us plau?». Bernadette després imità l'aparició que estenia les mans a terra, les aixecà al pit, els ulls al cel i va dir: «Jo sóc la Immaculada Concepció». Estrade estava molt excitat, i li va dir a Bernadette que aquestes paraules s'aplicaven a la Mare de Déu.

### L'examen mèdic de 27 de març

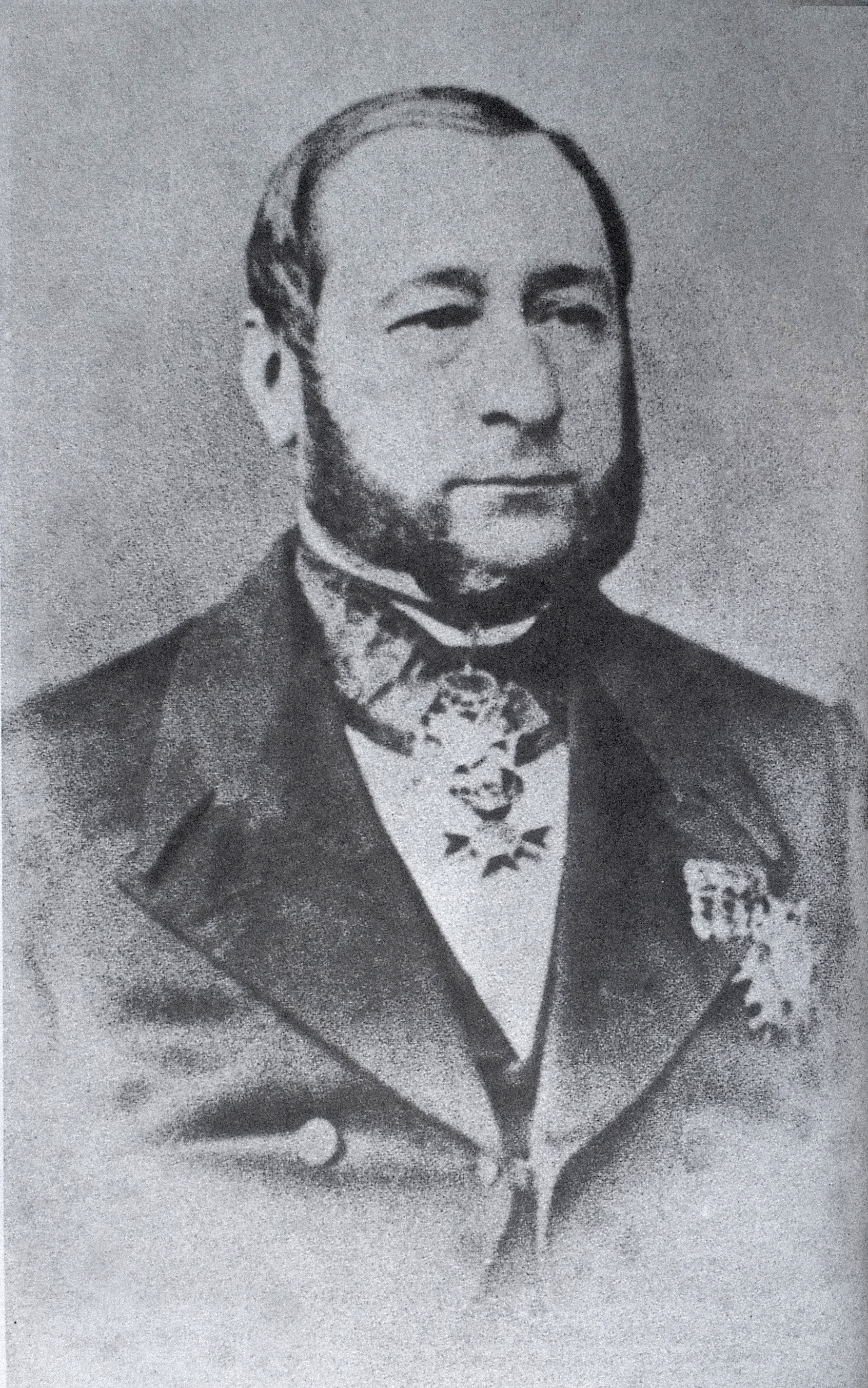
El prefecte Oscar Massy.

El baró Oscar Massy, prefecte de Tarba, era conscient del que estava succeint a Lorda des de febrer pels nombrosos informes rebuts sobre el tema. Temia que aquesta "barreja de supersticions" només desacredités la "veritable" religió. La seva primera iniciativa en aquest assumpte va ser demanar a tres metges que examinessin Bernadette per establir un certificat per al seu internament com a malalta mental. El 27 de març, els metges examinaren Bernadette, constataren el seu asma i buscaren una malaltia nerviosa o mental per respondre a la pregunta del prefecte: «Està la nena sota la influència d'una malaltia mental? Hi ha necessitat de fer-la tractar?» La resposta a la qual els metges estaven d'acord en quatre dies era extremadament incòmode. Inventaren el concepte de "malaltia" que "no pot córrer cap perill per a la salut." I estimaven que no calia posar-la en tractament «És probable, però, que quan Bernadette no es vegi assetjada per la multitud, que no li demanin més oracions, ella deixi de pensar en la cova i les coses meravelloses que diu».Per a René Laurentin la vergonya de la resposta dels metges revelava la diplomàcia: en primer lloc, que anaven contra la hipòtesi del prefecte, per a qui, sens dubte, Bernadette estava patint d'una malaltia mental, alhora que recomanaven ajornar un internament que no es podia justificar als seus ulls.

### L'aparició del 7 d'abril
A principis d'abril, després d'un moment en el qual els Soubirous es van fer el més discrets possibles, els rumors començaren a córrer afirmant que Bernadette aviat visitaria la cova. El 2 d'abril, 300 persones esperaven allà, però Bernadette no hi anà. El mateix succeí el 6 d'abril. Aquell dia, Bernadette va anar amb la seva família a la localitat d'Adé, per invitació de l'anterior alcalde, Blaise Verger dit «Blazy», qui s'havia sentit alleujat del seu reumatisme a través de l'aigua gelada de Massavielha. Bernadette volia anar a la cova, però no podia escapar de la supervisió de la que era objecte a Lourdes. El fill de Blaise Verger s'oferí a dur-la a la cova des d'Ade al matí. El dimecres 7 d'abril, Bernadette es va agenollar a Massavielha, on un centenar de persones hi estaven presents.
Blazy havia donat a Bernadette una espelma gran, que ella posà la base a terra mentre que ajuntava les mans a la part superior per protegir la flama. Aquesta espelma seria el centre d'atenció. Durant l'aparició, el Dr. Dozous observà que la flama de l'espelma li tocava la mà sense cremar-la. Aquell dia es convertí a les aparicions, fent un grans cas i soroll d'aquest cas de les mans i la flama: «Miracle per a alguns, per a altres al·lucinació o fenomen natural explicable, aquest petit esdeveniment es va convertir en un dels aspectes més controvertits de les visions.». A la nit, un feligrès anà a veure a Bernadette, li va fer tancar els ulls, i li va posar sota la mirada atònita dels testimonis que hi havia una espelma a les mans. Bernadette retirà immediatament les seves mans, cridant que es cremava i se n'anà. Altres intentarien fer el mateix experiment: posar-li una flama sota la mà per veure si es cremava, però Bernadette no deixà que hi hagués una segona vegada.
El cas de l'espelma ha eclipsat totes les altres consideracions sobre aquesta dissetena aparició. En el seu testimoni, Bernadette recordà una conversa que no es va donar pel contingut excepte que repetia que «Ella encara vol la capella.»

### Epidèmia de visionaris i sejorn a Cauterets
Bernadette no donava satisfacció a una creixent multitud expectant de meravelles. Ella responia lacònicament i continuava decebent aquells entre els entusiastes de les aparicions als qui els agradaria miracles i senyals, com ara els que esperaven de Bernadette una actitud que, segons la seva opinió, per la seva pietat, la seva delicadesa i elegància, convindria a aquella a qui la Reina dels cels es dignà de mostrar-se.

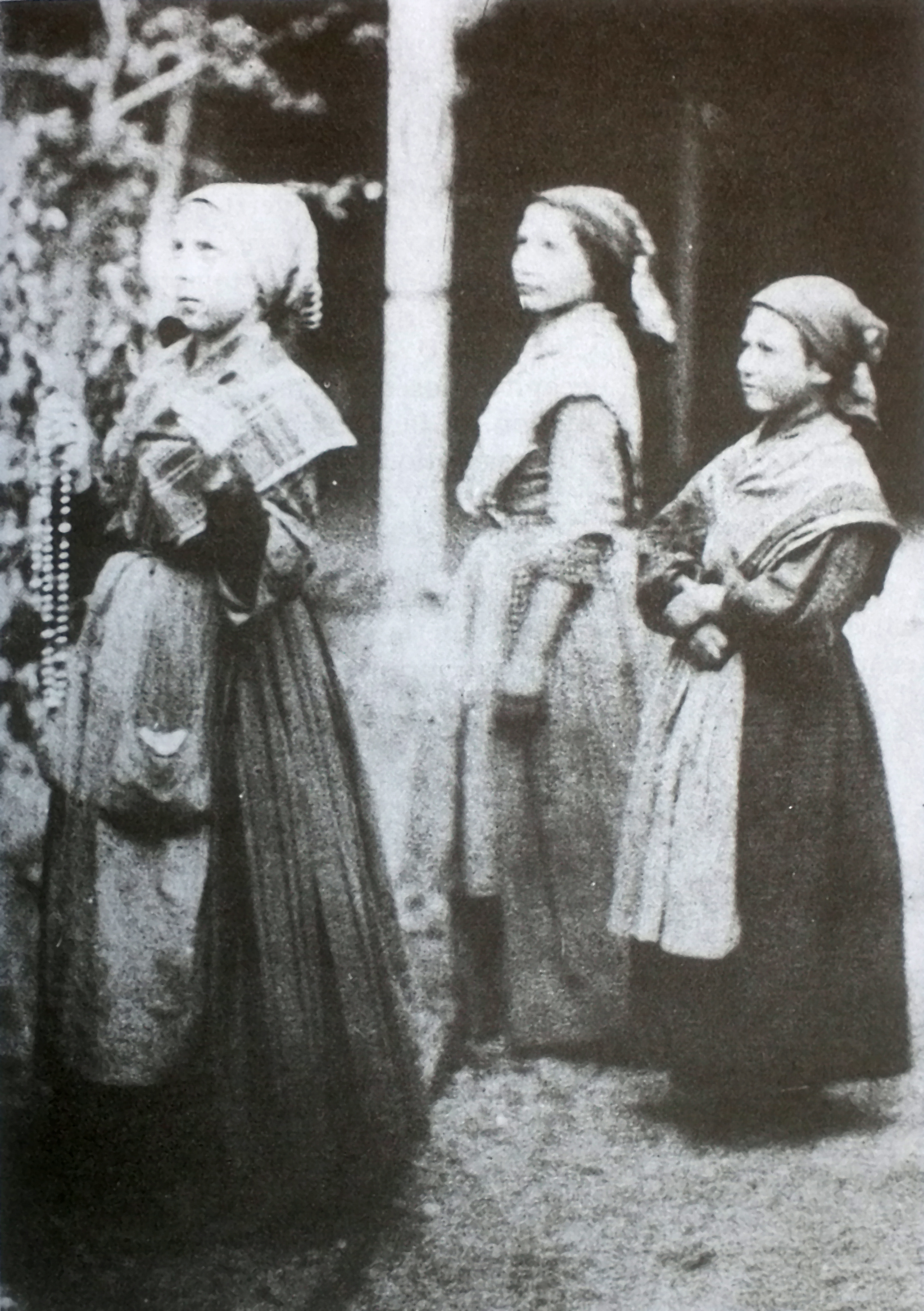
Una nena en èxtasi a Lorda durant "l'epidèmia de visionaris" entre abril i juliol de 1858.

L'11 d'abril, quatre dies després de l'aparició anterior, cinc dones atrapats en l'emoció que es va apoderar de moltes persones a Lorda, van anar a la cova. Aquesta cova té tres càmeres: la baixa, més àmplia; la de dalt, també visible des de l'exterior, en la qual tenien lloc les aparicions i que es comunica amb la cavitat inferior, i, finalment, una tercera cavitat que s'enfonsa a la roca per un budell estret que s'obre a tres metres del sòl a la part inferior de la cavitat principal. Aquesta cavitat té una estalactita que té aproximadament les proporcions d'una persona dempeus. Decidides a entrar en aquesta cavitat, les dones veieren a la llum de les seves espelmes el parpelleig de l'estalactita i tornaren a Lorda profundament trastornats per explicar la seva aparició. Així començà una "epidèmia de visionaris", durant la qual les nenes de Lorda mantenien en èxtasi un rosari a les mans. Jean-Baptiste Estrade va dir que l'èxtasi de Josephine Albario: «Aquells que no creuen són canalles» El nombre cada vegada més gran de visionaris a Lorda donà descans a la casa de la família Soubirous, on els visitants cada vegada eren més rars. Mentrestant Bernadette estava malalta i postrada al llit. Aprofitant aquesta calma, alguns religiosos enviats pel germà Léobard, director de l'escola, anaren per recollir una supervisió i descripcions detallades dels fets i declaracions.
El 4 de maig, el prefecte va anar a Lourdes. Durant la visita, el comissari Jacomet retirà els objectes religiosos de la cova, mentre que el prefecte va dir en el seu discurs que: «Qualsevol que es digui visionari serà detingut immediatament i traslladat a l'Hospital de Lorda». Aquesta amenaça va ser la resposta oficial a l'epidèmia de visionaris, però també podria arribar a Bernadette en la mesura que seria suficient que se li preguntés si ella havia vist per obtenir la seva declaració que permetria fer-la internar.

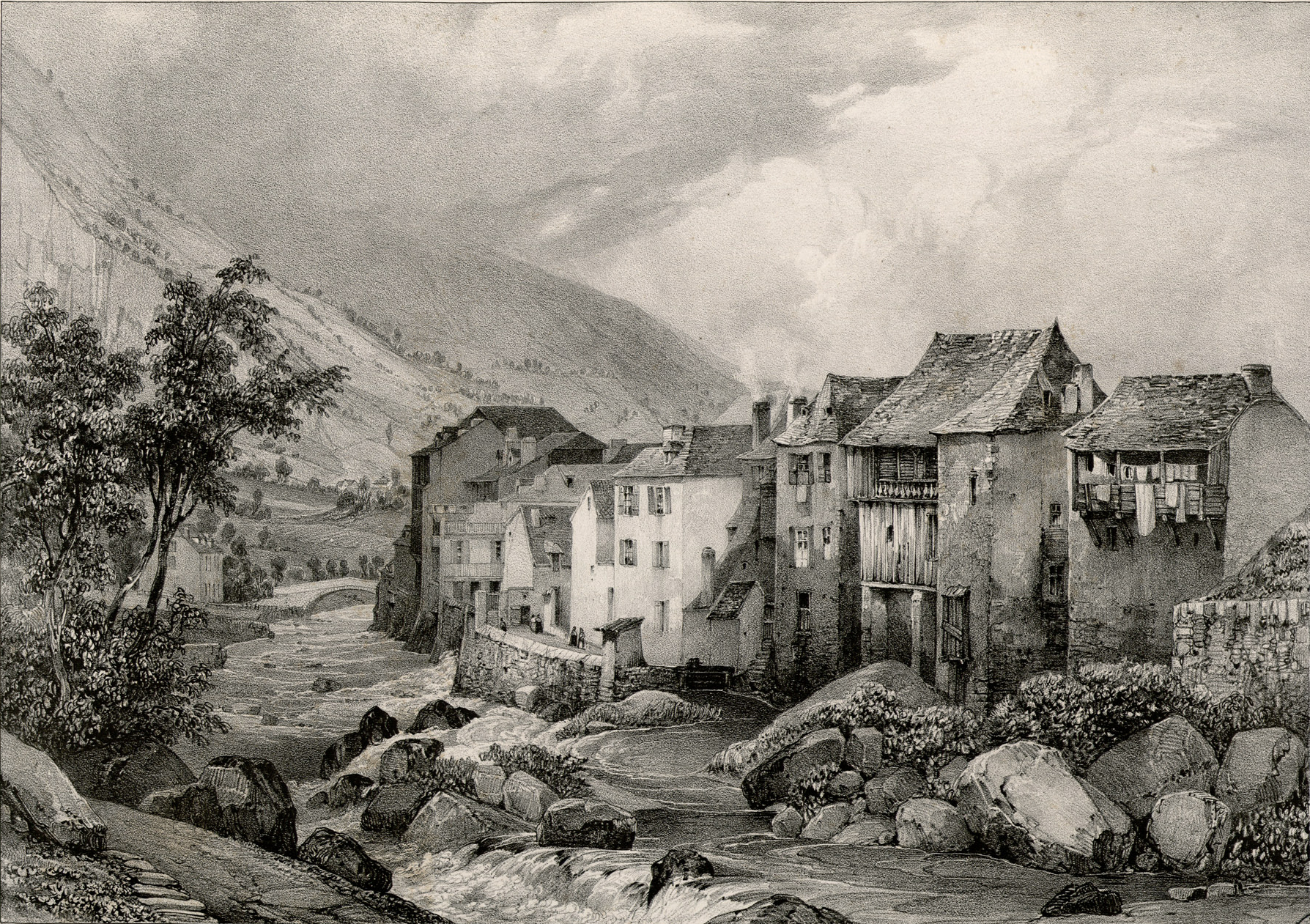
Cauterets.

És probable que amb el consell del president del tribunal, el Sr. Pougat, Bernadette fos protegida sent enviada a descansar als banys de Cauterets des del 8 de maig. El prefecte va ser informat d'aquesta partida el 15 de maig. Immediatament va ordenar a la policia local que la vigilessin i que el mantinguessin informat al respecte. En el seu informe, el Comissionat de Cauterets va escriure: «Moltes persones han preguntat per les seves suposades visions. Persisteix en la seva primera paraula. Molts malalts s'han dirigit a ella; però es va limitar a respondre-hi, si creien en Déu, que obtindrien la seva curació; ella sempre es va negar a cap mena de retribució.»
Quan tornà a Lorda el 22 de maig, Bernadette tornà a ser el centre d'atenció i de les converses. El comissari Jacomet informà al prefecte, però, també va assenyalar en el seu informe: «No hi ha problema. No s'ha de constatar cap desordre.» Bernadette continuà la seva preparació per a la primera comunió, tractant de memoritzar el catecisme de preguntes i respostes que s'ensenyava en el moment. Mossèn Peyramale havia prohibit a Bernadette que tornés a la cova anotà amb satisfacció la resposta que va donar quan quan una senyora de la parròquia se li va preguntar què faria si la Mare de Déu li ordenava anar a la cova: «Vindria a demanar permís al senyor rector.»
Quan el 3 de juny, Bernadette va fer la seva primera comunió a la capella de l'hospici, era molt observada pels devots de les aparicions. Al "Le Rosier de Marie" publicat la setmana següent, els admiradors difonien la seva adulació: «Vostè ho hauria d'haver vist, Pare! Ella és un àngel del cel. La veig cada dia i no estic satisfet, perquè jo sempre ho abraçada als meus braços, ella també és una petita rosa mística que ens embriaga amb la seva innocència i candor».

### La instal·lació de barreres i la darrera aparició
Quan el prefecte Oscar Massy va treure els objectes de culte de la cova, ho feia per considerar que la seva presència denotava l'establiment il·legal d'un lloc de culte. El comissari Jacomet anava regularment a la cova per a recollir les imatges, espelmes i rosaris que constantment hi posaven. El 7 de juny, arribà a l'alcaldia de Lorda l'ordre de la prefectura d'impedir l'accés a la cova. L'alcalde executà l'ordre: el 15 de juny s'instal·laren barreres davant de la cova. Els mateixos a qui el comissari havia encarregat instal·lar-les van tornar de nit per llançar bigues i taulons al Gave. Reconstruïda el 28 de juny, la barrera va ser enderrocada de nou en la nit del 4 al 5 de juliol i es restaurà altre cop el 10 de juliol.
Es multava als que s'apropaven a la cova. Aleshores circulaven demandes contra les autoritats a Lorda on, segons Laurentin, «ens enorgullim d'una multa com si fos un diploma de confessor de la fe». En aquest context, Bernadette demanà no desafiar l'autoritat i tenir paciència. Seguint els consells de Pougat, el president del tribunal de Lorda, les que havien estat condemnades a Lorda per anar a la gruta van apel·lar a Pau. Se les va absoldre el 15 de juliol. Des del punt de vista dels lordesos, el prefecte havia perdut el seu cas.
El 16 de juliol, dia de la festa de Nostra Senyora del Mont Carmel, Bernadeta prega a l'església parroquial, quan sent "al fons del seu cor" la veu dolça que li diu d'anar a la cova. Immediatament s'alça i corre ca la seva tia Lucile Castérot i li diu "Us prego que vingueu amb mi fins a Massabièlha!". Com que no volia ni demanar permís ni infringir una prohibició, sense dir res a la resta de la seva família, d'acord amb la seva tia, va posar-se un mantell sota el qual s'amagava, i amb dos membres de la congregació, van anar al prat dera arribèra davant de la cova a l'altra riba del Gave, a fi de no trobar-se amb gendarmes ni amb la palissada que guardava la cova. Altres lordesos s'havien habituat a venir i pregar en aquest lloc, del qual veien molt bé la cova i que no estava sotmès a cap prohibició. S'agenollaren per a pregar. Es forma un cercle entorn de Bernadette. Ella mira una roca més enllà del riu. Gairebé immediatament per tota la cara i tot el cos sent esgarrifances de joia i els testimonis li veuen la bella mirada embriagada. Tot d'una crida Que la vedi, que la vedi! Qu'ei ací!.
Bernadeta va dir que era com transportada a la cova, «no més lluny que abans», i que no veia més que la Verge. Els que l'acompanyaven li van demanar «Què ha dit?», «No res» va respondre Bernadette. Aquesta aparició va passar totalment desapercebuda a Lorda. D'acord amb Ruth Harris, «La llunyania de Bernadette en la darrera trobada prefigura la seva creixent marginació. La seva missió estava acabada i la direcció del santuari va passar molt ràpidament a mans més ortodoxes».

## Lourdes entre 1858 i 1866

### Els visitants de juliol de 1858

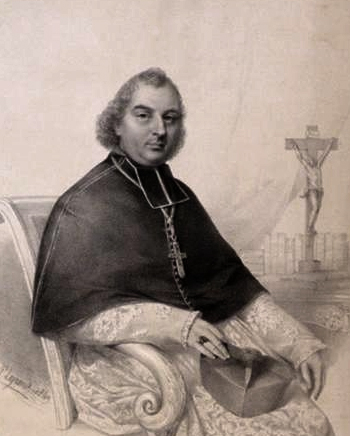
Paul-Armand Cardon de Garsignies, bisbe de Soissons

Durant l'estiu, quan els balnearis dels Pirineus estaven freqüentats pels rics, Lorda rebé la visita de nombroses personalitats que només feien una parada o un petit desviament de tal per veure la cova i a Bernadette. El 17 de juliol, Thibault, bisbe de Montpeller, decidí aturar-se a Lourdes tornant de Cauterets. El prelat parlava occità i, per tant, no tenia problemes per comunicar-se amb Bernadette. Ella l'anomenava "senyor rector", car aquesta era la primera vegada que es trobava amb un bisbe. Després d'una entrevista en què el Bisbe prengué simpatia per Bernadette, que li volia oferir alguna cosa i li donà el seu rosari, un rosari preciós muntat en or. Bernadette el rebutjà al mateix temps que trobava les paraules per no ofendre'l. Dues hores després d'arribar a Lourdes, Thibault va decidir anar a Tarba per trobar-se amb monsenyor Laurence i parlar-li de Bernadette. El 20 de juliol va ser el torn de Paul-Armand Cardon de Garsignies, bisbe de Soissons, d'anar a Lorda. A mesura que el bisbe de Montpeller, va decidir, després de la seva reunió amb Bernadette, d'anar immediatament a Tarba per empènyer el bisbe, monsenyor Laurence, a "fer alguna cosa". Els dos bisbes van anar junts a consultar l'arquebisbe d'Aus Anthony Salinis, qui estava de vacances a Bagnères. Al lloc se'ls uní la ploma més influent de la premsa catòlica francesa: Louis Veuillot, editor del diari ultramuntà L'Univers, que acabava de passar per Lorda per prendre contactes i informació. El 22 de juliol, els tres bisbes i el periodista sortiren junts de Bagnères per anar a buscar consell a Tarba.

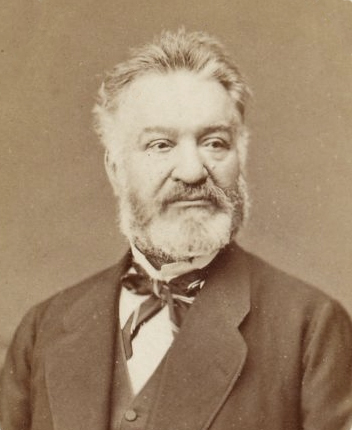
Louis Veuillot

El juliol 28 va ser un dia decisiu. Mentre que el bisbe de Tarba signava una "ordenança constitutiva d'una comissió per investigar les aparicions," Louis Veuillot tornà a Lourdes, ja informat dels detalls del cas. Aquest cop volia conèixer Bernadette. Veuillot, periodista i escriptor famós en el moment, era seguit per molts admiradors. S'organitzà una reunió pública en la qual interrogà Bernadette, amb el Pare Pomian fent d'intèrpret. Al final de l'entrevista, quan Bernadette es va acomiadar Veuillot digué «És ignorant. Però ella és millor que jo. Sóc un ésser menyspreable.» El 28 d'agost següent Veuillot publicà a L'Univers, en portada i a cinc columnes, una relació detallada de les aparicions de Lourdes, assegurant així una celebritat internacional a aquests esdeveniments.
El 28 de juliol, Louis Veuillot també va visitar la cova. A la porta, exclama: «Llavors es vol evitar que la gent resi a Déu, aquí!» No va ser l'única personalitat que hi anà i pregà aquell dia. Entre els presents a Lorda, hi havia una dama de la cort, la vídua de l'almirall Bruat, Caroline Félicité Peytavin d'Aulx, llavors institutriu de l'únic fill de la parella imperial. Era difícil per a un agent de la policia local elaborar un informe amb tals personalitats. Així, Pierre Callet i la policia simplement prengueren noms. Després d'escriure al seu quadern: "La Mirale Bruat, els nens Governanta dels nens de França", amablement l'acompanyà a la cova, i després li explicà les seves aventures a l'alcalde. L'alcalde consultà llavors amb el prefecte per preguntar-li què calia fer en aquests casos. El prefecte va respondre que era important no jutjar. L'alcalde ho feu per fer entendre que les ordres eren no aplicar la llei amb el mateix rigor per a tots.

### La reobertura de la cova
Des de les absolucions de 15 de juliol, els processos verbals no donaren lloc a cap procediment, però, sempre que fos possible, se seguiren establint per la seva dissuasió. El 9 de setembre, el remor que corria a Lorda era que l'emperador havia enviat un telegrama des de Biarritz, demanant la reobertura del santuari. La visita a la cova del Comte Tascher, un cosí de l'emperador, no va fer més que alimentar la remor. El 18 de setembre, la cova s'obrí breument i després es tancà de nou. El 24 de setembre, Achille Fould, Ministre d'Estat, va arribar a Lourdes. Les autoritats locals arribaren a la conclusió que la cova no era una amenaça als ulls de l'emperador. El 5 d'octubre, donaren l'ordre de reobrir de forma permanent.

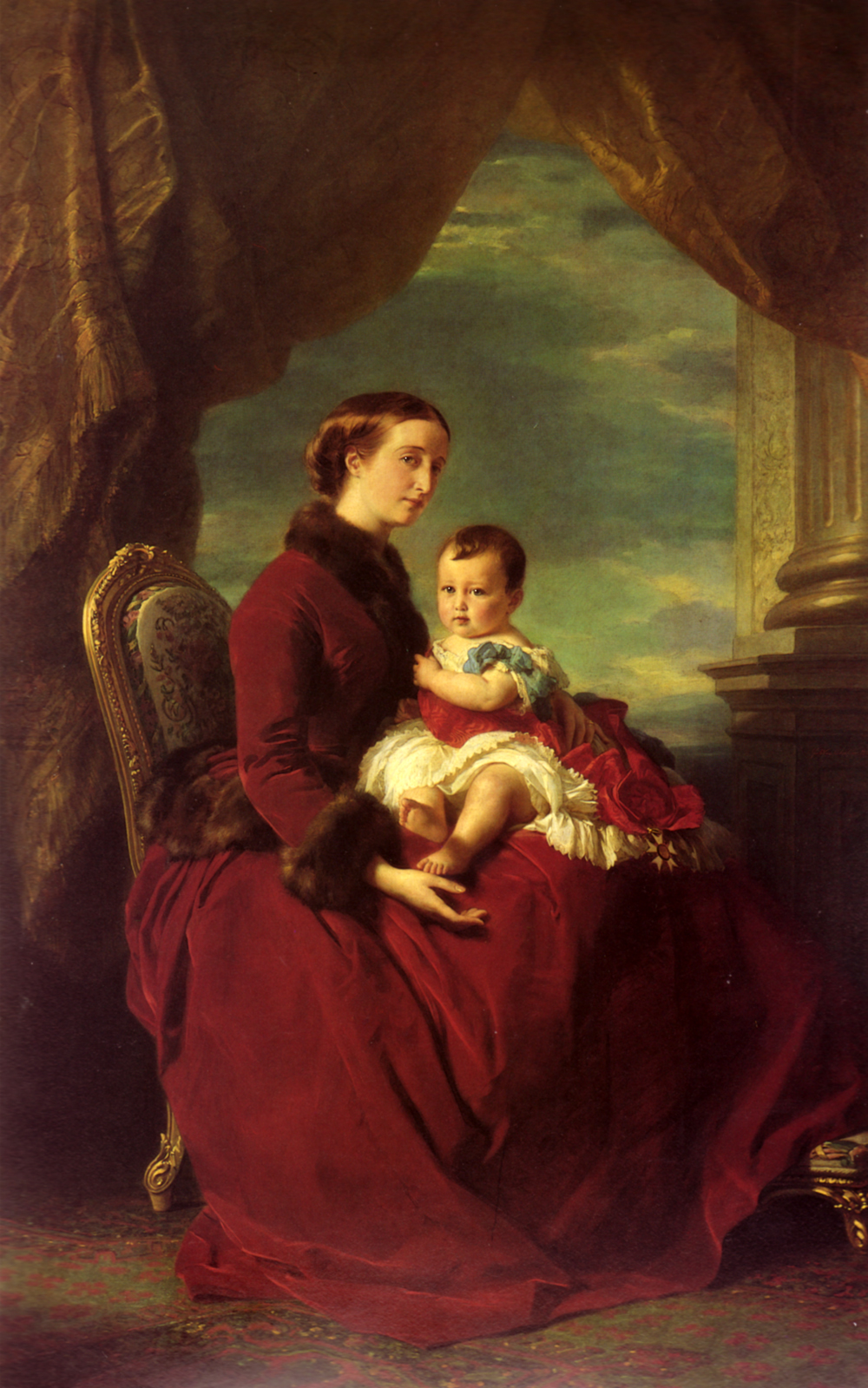
L'Emperadriu i el Príncep Imperia

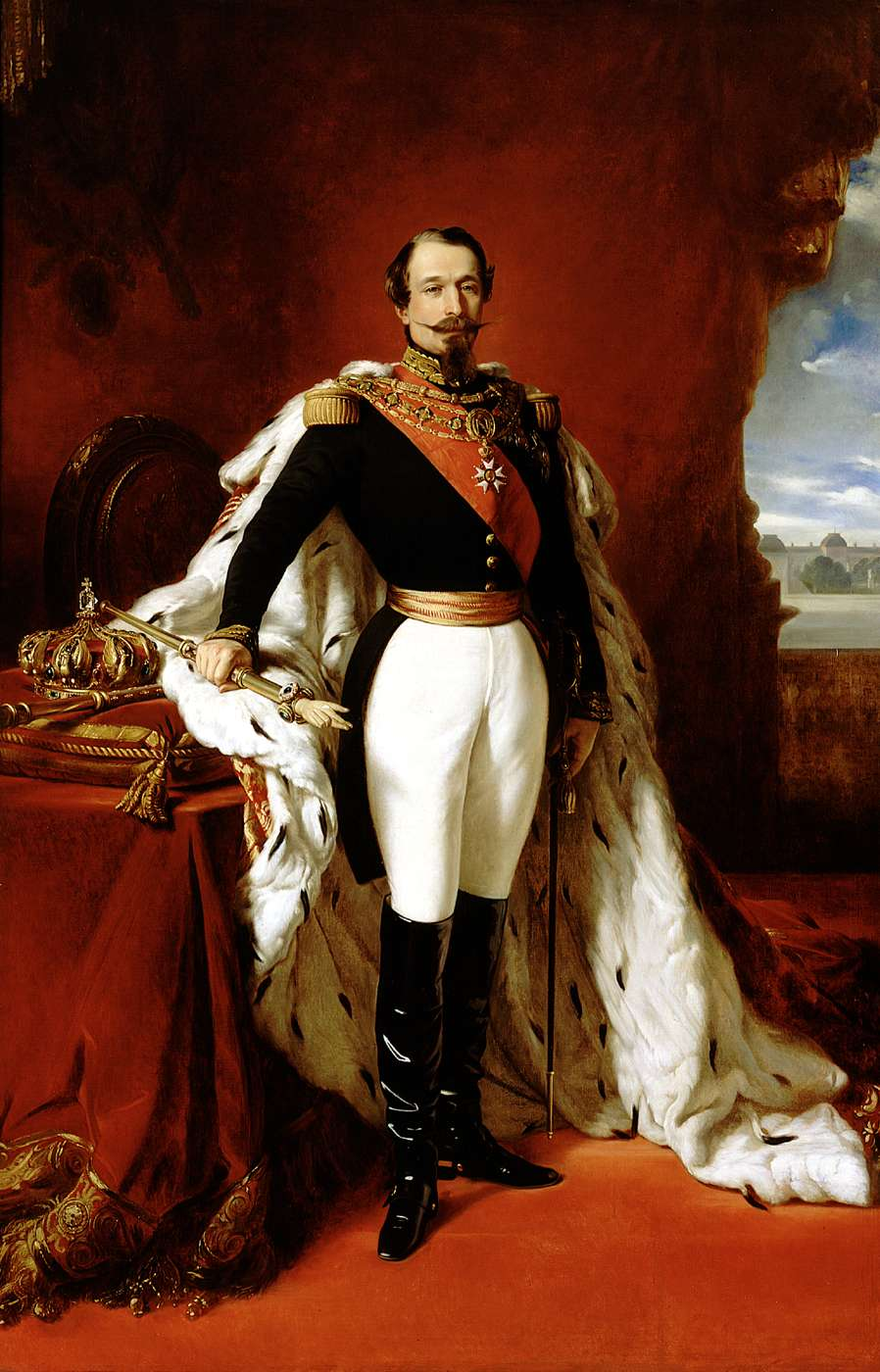
Napoleó III.

Es va dir en les biografies i hagiografies de Bernadette Soubirous, que Napoleó III havia ordenat finalment al prefecte Massy el lliure accés a la cova sota la pressió del seu entorn: la de l'emperadriu Eugenia en particular. Els rumors també va córrer sobre la curació miraculosa de l'únic fill de l'emperador a través d'herba recollit per l'Almirall Bruat durant la seva visita a la cova. És cert que Louis Napoléon, que llavors tenia dos anys, no va morir en 1858, però res certifica ja sigui que estigués en perill de mort per malaltia o simplement malalt en aquest moment. La presència de persones de la comitiva de la família imperial a Lorda quan l'accés a la cova estava obstaculitzat una barricada és un fet, però per què Napoleó III va ordenar eliminar-la apareix lligat a consideracions més estratègiques i polítiques. Paul-Armand Cardon Garsignies, el bisbe de Soissons, que al juliol havia empès el bisbe de Tarba a establir la comissió d'investigació, després va estar a Biarritz, on la parella imperial estava de vacances. En el moment en el públic francès es va agitar per la Qüestió romana, Napoleó III volia evitar els catòlics francesos, perquè volia retirar les tropes franceses que protegien els Estats Pontificis i participar militarment al costat de Cavour. Llavors l'Estat Papal va ser reduït a la ciutat de Roma i no hi havia manera de resistir l'empenta dels partidaris de la unitat italiana sense el suport de l'exèrcit francès. La retirada de les tropes franceses, per tant volia dir automàticament al final dels Estats Pontificis, i potser la del Papat. En demanar a l'emperador que fes aixecar la prohibició que pesava sota la gruta, Garsignies oferia a Napoleó III l'oportunitat de fer un gest positiu cap als catòlics: Lourdes contra Roma.
A nivell de les autoritats locals, monsenyor Laurence havia renyit amb el prefecte Massy des que havia permès la construcció d'una tanca estable a Tarba en el lloc d'un santuari catòlic confiscat i destruït durant la Revolució. No hi havia hagut cap consulta entre el bisbe i el prefecte sobre l'afer de Lorda, tots dos han seguien el seu propi camí posar-se d'acord, però tampoc sense oposar-se a l'altre. En aplicar les directrius del Ministeri de Cultes, el prefecte havia estat conduït a portar de manera cada vegada més rígida en una actitud de rebuig, mentre que el bisbe havia quedat en la reserva mitjançant l'establiment d'una investigació que és la possibilitat de retardar tant com sigui necessari quan s'hauria de decidir. Durant la segona meitat de 1858, les diferències d'opinió entre el Ministre de l'Interior i el ministre de Culte s'havien afegit a la confusió. Ningú sabia més del que era la posició oficial del prefecte, del ministre o de l'emperador sobre la cova. Quan Napoleó III actuà per aixecar la prohibició vigent fins aleshores, el prefecte, de fet, la va rebutjar. Per tant, el bisbe era l'única autoritat en condicions de donar una opinió formal. L'acord suposava també, més de quaranta anys abans de la llei de separació entre l'Església i l'Estat, que el poder civil renunciava a les seves prerrogatives davant les autoritats religioses sobre una qüestió religiosa.
Desacreditat al seu departament, Oscar Massy va ser traslladat a Grenoble on va morir uns mesos més tard. Portava amb sí tots els documents que sabrien com havia portat tot el tema. Aquests arxius romandrien desconeguts fins que René Laurentin va trobar-los un segle més tard. El comissari Jacomet va ser traslladat també amb una promoció. Marxà a Avinyó, on va continuar la seva carrera i està il·lustrat per les seves habilitats. D'acord amb Ruth Harris, l'emperador seguí una política de protegir els que havien fet una explosió social, deixant als funcionaris com el prefecte que carreguessin amb la impopularitat, prenent una imatge de protector dels humils.). Així mateix, considera que la reobertura de la cova era el resultat d'una coincidència d'interessos entre els lordesos, un nou electorat catòlica i la política regional de l'emperador. A nivell nacional, l'aliança entre els lordesos i l'elit parisenca vol dir que el món dels Pirineus, ric en història, imprimia la seva marca espiritual i política a la resta del país.

### Investigació i reconeixement de les aparicions pel bisbe

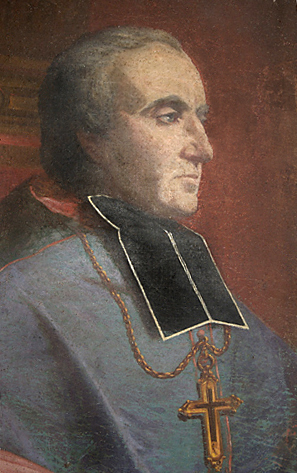
Bertrand-Sévère Laurence, bisbe de Tarba.

El pare Pomian va dir que «La millor prova de les aparicions és Bernadeta mateixa.» Expressava així un sentiment que també era el dels bisbes de Soissons Veuillot o Montpeller i dels molts dels que havien anat a Lorda i s'havien trobat amb Bernadette abans de pronunciar-se a favor de les aparicions. Bertrand-severa Laurence, bisbe de Tarbes, es va reunir amb Bernadette per primera el 5 de febrer de 1860, uns dos anys després de les aparicions, i no va deixar en les seves notes on va informar de l'entrevista, cap observació o impressió sobre amb qui s'havia reunit. En l'ordre de 28 juliol 1858, que havia escrit per establir una comissió d'investigació, hi va distingir tres tipus de persones: els que pensaven que, a priori, no podia haver-hi qualsevol fet sobrenatural o miracle, aquells que suspenien el seu judici i els que es declaraven convençuts de la sobrenaturalitat dels fets i que esperaven una opinió favorable del bisbe. Animant aquests últims a confiar en el judici de l'Església "fos quin fos", el bisbe orientà els futurs treballs de la comissió sobre el problema de la constatació "d'esdeveniments sobrenaturals". Es tractava, segons Jacques Perrier, de «comprovar la salut mental de Bernadette, la permanència de l'impacte espiritual de les aparicions i la solidesa de les curacions»
Els treballs de la comissió d'investigació continuaren durant tres anys i mig, i així, el 18 de gener de 1862, el bisbe de Tarba va publicar una carta pastoral on deia que: «Jutgem que la Immaculada Maria, Mare de Déu, es va aparèixer en realitat a Bernadette Soubirous l'11 febrer 1858 i els dies següents, en nombre de divuit vegades a la gruta de Massavielha, prop de la ciutat de Lorda; que aquesta aparició té tots els caràcters de la veritat, i els fidels tenen dret a creure-ho cert.. Humilment sotmetem el nostre parer a la sentència del Summe Pontífex, que està a càrrec de governar l'Església universal.» En el mateix text, Monsenyor Laurence explicà la seva decisió. Estimà que durant la investigació Bernadette mai no intentà enganyar-lo, i considerà la seva història com a coherent: «La nostra convicció s'ha format en el testimoni de Bernadette, però per sobre de tot els fets que s'han produït i que només poden explicar-se per la intervenció divina..»" Explica els "fets meravellosos" ocorreguts a Lorda des de la primera aparició, produït per una aparició «sobrenatural i divina». Esperava que aquest mandat donés suport a la idea que el reconeixement de la integritat de Bernadette era important, però que era «sobretot» la constatació d'un fet «que només pot explicar-se per la intervenció divina» que el bisbe justificava el reconeixement d'aquestes aparicions. Les aparicions a Bernadette no s'oblidaven, però ara eren els miracles i les curacions el que es posava al centre del pelegrinatge. La decisió també permetia al bisbe respondre a dues sol·licituds durant les aparicions: la processó i la capella. El Pare Peyramale va rebre l'encàrrec de posar en marxa una infraestructura per a les peregrinacions oficials, i de començar a construir el que serà la Basílica de la Immaculada Concepció.

### La realització de l'estàtua

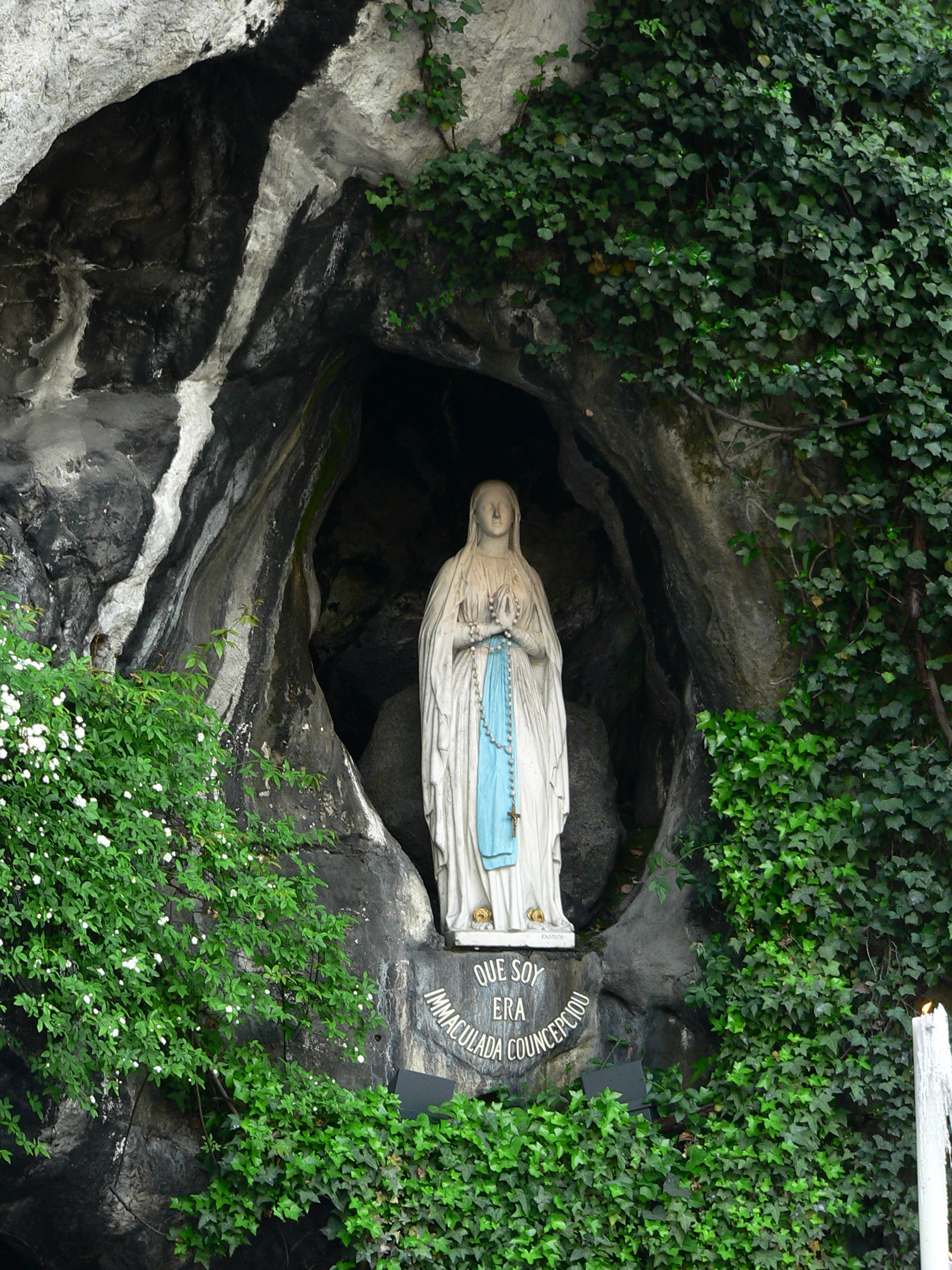
Imatge de la Immaculada Concepció per Joseph-Hugues Fabisch.

El juliol del 1863 Marie-Elfride i Marie-Sabine de Lacour, dues lioneses que van dedicar la seva fortuna a la caritat, anaren en peregrinació a Lorda. Veient al nínxol superior de la cova la petita estàtua de guix col·locada allà pels habitants de Lorda i la idea que es podria trobar una «estàtua que representés, el més exactament possible, la roba i el gest de l'aparició» Estaven preparades per oferir la sorprenent xifra de 7.000 francs o més de tots els costos de l'artista, i oferiren com a candidat l'escultor Joseph-Hugues Fabisch, qui ja havia realitzat l'estàtua de la Salette i la de Nostra Senyora de Fourvière. Dominique Peyramale estava entusiasmat. En una carta al bisbe de data 19 d'agost de 1863, afirma que creu que «Aquesta estàtua és notable des del punt de vista artístic i reproduirà la Verge Immaculada de la mateixa manera que Bernadette la va veure.»

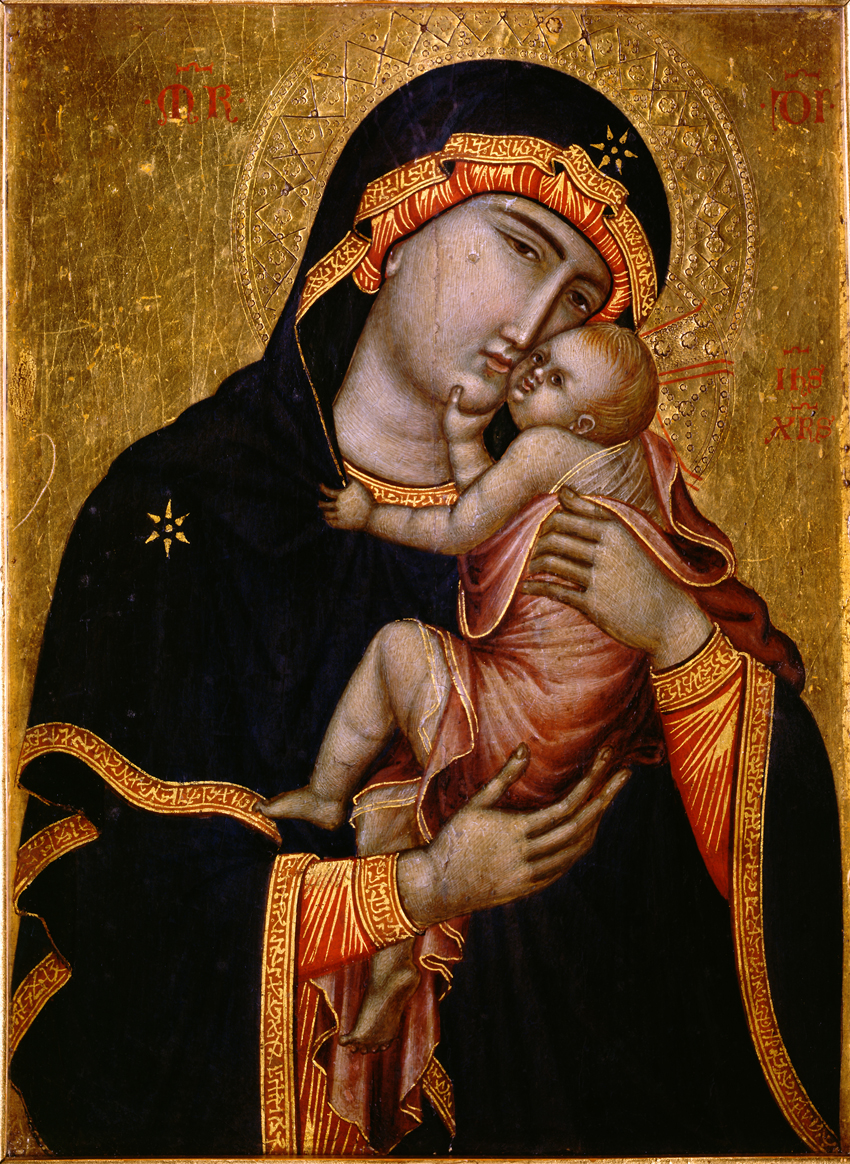
Quan es reuní per primera vegada amb Bernadette, Fabisch li mostrà una sèrie de gravats de famoses representacions de la Verge. Segons el pare Peyramale, les mirà, però s'atura en una litografia de la "Mare de Déu de Sant Lluc" dient: «Hi ha alguna cosa aquí. ... Però això no és tot. No, això no ho és tot.»Aquesta anècdota és responsable de la identificació de la imatge de la Mare de Déu de Gràcia de Cambrai a la que Bernadette hauria reconegut com la que tenia un aspecte més semblant.

Aquest projecte consistia en què l'artista feia descriure l'aspecte amb precisió a Bernadette i el 17 de setembre, ella estava disponible per contestar les seves preguntes. L'artista tenia una molt alta idea de la missió que se li havia confiat, estava convençut que havia "d'interpretar" les paraules de Bernadette d'acord amb les representacions tradicionals de la Verge per realitzar la que havia de ser una obra d'art. L'endemà, 18 de setembre, va fer el seu primer modelatge, mentre que el 20 de setembre va estar a la cova amb Bernadette per experimentar amb una figura de cartró col·locada en el lloc, mentre que Bernadette donava les seves impressions. Fabisch va rebre molt bé les descripcions de Bernadette i sembla convençut d'haver captat l'essència. Va escriure el 20 de setembre: «Em m'ha indicar correccions, que, fins i tot des del punt de vista de les arts visuals, han millorat la meva composició. Desafio el membre de l'Institut més fort per tenir les idees més precises sobre la conveniència dels ajustos que les d'aquest pobre pastora.» De fet, Fabisch estava unit a l'ideal que planejava i no escoltà a Bernadette. La seva relació amb ell sembla excel·lent, però el malentès és cada vegada més gran.
El novembre de 1863 Fabisch envià fotos del seu model a Lorda i a les seves mecenes. Fabisch no s'espera a les respostes per començar a tallar el marbre, tot i que contenien algunes crítiques, però Peyramale i les dames Lacour expressaven la seva confiança en l'artista. Peyramale, però, conclogué la seva carta escrivint «Jo, que no han tingut el plaer de veure a la Reina del Cel, em sembla que el seu model és perfecte; per a Bernadette és una altra cosa. També dubto si en veure la seva estàtua plora, si s'ha sorprès: és ella!».

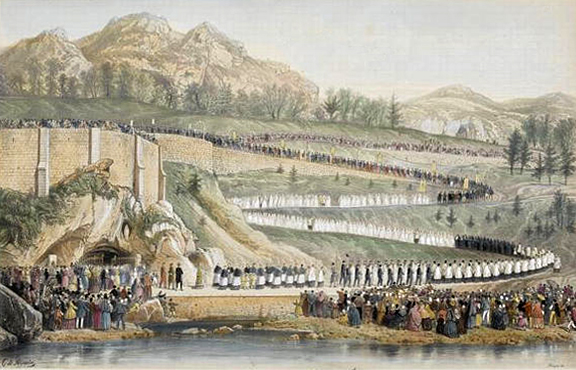
Processó de 4 abril 1864 per a la inauguració de l'estàtua.

El 30 de març de 1864, Fabisch arribà a Lorda amb l'estàtua com a equipatge. La caixa es lliurà a l'hospital, on un petit comitè es reuní per a la seva obertura. Ens preguntaren per la presència de Bernadette. Peyramale va dir que no podia estar present perquè estava malalta, tot i que la veien "a la finestra" fent la ronda amb els nens. Moments després, estava davant la imatge per donar el seu veredicte. Peyramale va preguntar «És així?» Bernadette vacil·là un moment i va dir «És que...» i després afegí «No, no és pas ella». Fabisch quedà extremadament decebut. Va escriure que sentia que aquell dia era el de la pena més gran de la seva vida artística.
Aquesta reacció negativa de Bernadette, que confirmaria moltes vegades, no es publicà immediatament. L'estàtua va ser inaugurada amb gran pompa el 4 d'abril de 1864. Ni Bernadette ni el capellà va acudir a la inauguració perquè estan malalts tots dos. A Massavielha, la celebració és un triomf. El moment no era per a crítiques, però aquestes arribaren amb els anys i la publicació de les proves sobre les reaccions de Bernadette. La Verge estava representada en el moment que digué que era la Immaculada Concepció. Encara que Bernadette havia precisat a Fabisch que en aquell moment, la Verge va alçar la vista, però no el cap, Fabsisch va sostenir que estava mirant cap al cel. Per tant, com que l'estàtua estava muntada alta, veiem el seu coll més que la cara. Fabisch no cedí a les observacions de Peyramale que volien veure el seu somriure, d'acord amb el testimoni de Bernadette. L'estàtua a continuació, llevant onades crítics. Huysmans atribuí a la pietat de Fabisch la seva «absoluta falta de talent» i parlà de la seva estàtua com d'una «representació de la primera comunió». Aquesta estàtua també va ser vista com a adequada a l'oficina que complia la mesura que, per la seva discapacitat, es confirmava la idea que es pugui representar adequadament a la inefable.